# Aquilops americanus
Aquilops americanus ("cara de águila americano") es la única especie conocida del género extinto Aquilops de dinosaurio ceratopsiano neoceratopsiano, que vivió a mediados del Cretácico Inferior, hace aproximadamente 109 a 104 millones de años, durante el Albiense, en lo que hoy es Norteamérica, convirtiéndose en el neoceratopsiano más antiguo de este continente. 

## Descripción

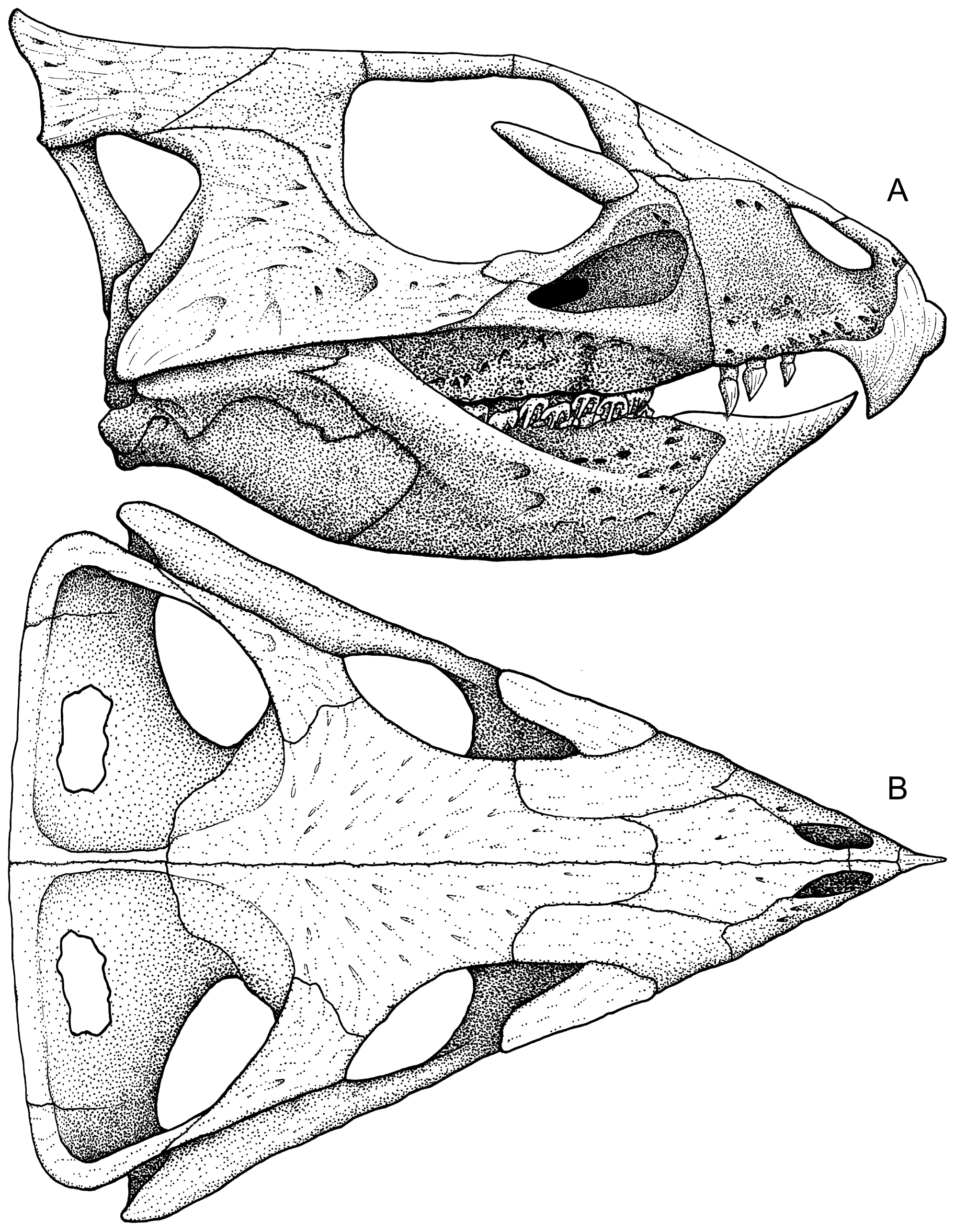
Cráneo.

Del holotipo OMNH 34557, encontrado en la Formación Cloverly en Montana, Estados Unidos, destaca un cráneo parcial que mide unos 8,4 centímetros, al que se le asocia un predentario, un dentario izquierdo parcial, y material adicional asociado que consta de fragmentos no identificables, se presume que posiblemente los restos sean de un subadulto y probablemente su cuerpo haya alcanzado 1 metro de largo en edad adulta. Los autores establecieron algunos rasgos únicos. El rostral, el núcleo óseo del pico del hocico se curva hacia abajo y tiene una quilla arqueado en su parte superior con una protuberancia en la parte delantera. En frente de la fila de dientes del borde de la mandíbula superior es cóncava sobre su longitud total en vista lateral. La apertura del cráneo, la fenestra anteorbital, es el doble de larga, ya que es alto y tiene una parte trasera en punta, por debajo de la cuenca del ojo.
Se distingue de géneros como Liaoceratops, Auroraceratops y Yamaceratops por una especie de cuerno sobre el pico, además de diferentes rasgos únicos en el cráneo. Aquilops es un descubrimiento importante ya que indica que los neoceratopsianos del Cretácico Inferior de Asia pudieron migrar al continente americano.

## Descubrimiento e investigación
En 1997, el paleontólogo Scott Madsen encontró el único fósil, un cráneo parcial, en el condado de Carbon en el sur de Montana. Durante la preparación de la muestra, en un principio se creyó que pertenecía a Zephyrosaurus, para luego descubrir que se trataba de una especie nueva para la ciencia.
En 2014 la especie tipo Aquilops americanus fue nombrado y descrito por Andrew Farke , W. Desmond Maxwell, Richard L. Cifelli, y Matt J. Wedel . El nombre genérico deriva del latín aquila, "águila", y del griego ὤψ, ops, "cara", en referencia al hocico picudo. El nombre específico A. americanus se refiere al hecho de que la especie representa el primer neoceratopsiano basal inequívoco que se encuentra en América.
El holotipo, OMNH 34557, fue encontrado en una capa de la formación Cloverly, que data del Albiense medio-tardío. Se compone de un cráneo con la mandíbula inferior, de un individuo subadulto. La parte trasera de la cabeza y el paladar son las principales partes faltantes. Se encontró el espécimen durante una expedición de 1997 con el apoyo de la National Geographic Society y dirigida por Cifelli.

## Clasificación
Aquilops se colocó en Neoceratopsia. Un análisis cladístico mostró que se coloca más bien basal, a continuación de Leptoceratops en el árbol evolutivo, con sólo Liaoceratops siendo más basal. Una posición más derivada, por ejemplo, como un leptoceratópsido o protoceratópsido, era menos probable y era improbable que se tratara de un ceratópsido. El hecho de que el holotipo fuera un subadulto podría haber distorsionado los resultados ya que los individuos juveniles a menudo muestran rasgos basales. Sin embargo, después de corregir los rasgos que puede cambiar durante la ontogenia, el árbol resultante era básicamente el mismo. Los ceratopsianos más derivados que los psitacosáuridos, llamados neoceratopsianos, evolucionaron en Asia. La presencia de un neoceratopsiano basal en América del Norte fue visto como una indicación de un evento de migración en el Cretácico Inferior, siendo los antepasados de Aquilops invasores de Asia. Dos intercambios posteriores habrían ocurrido en el Cretácico Superior.

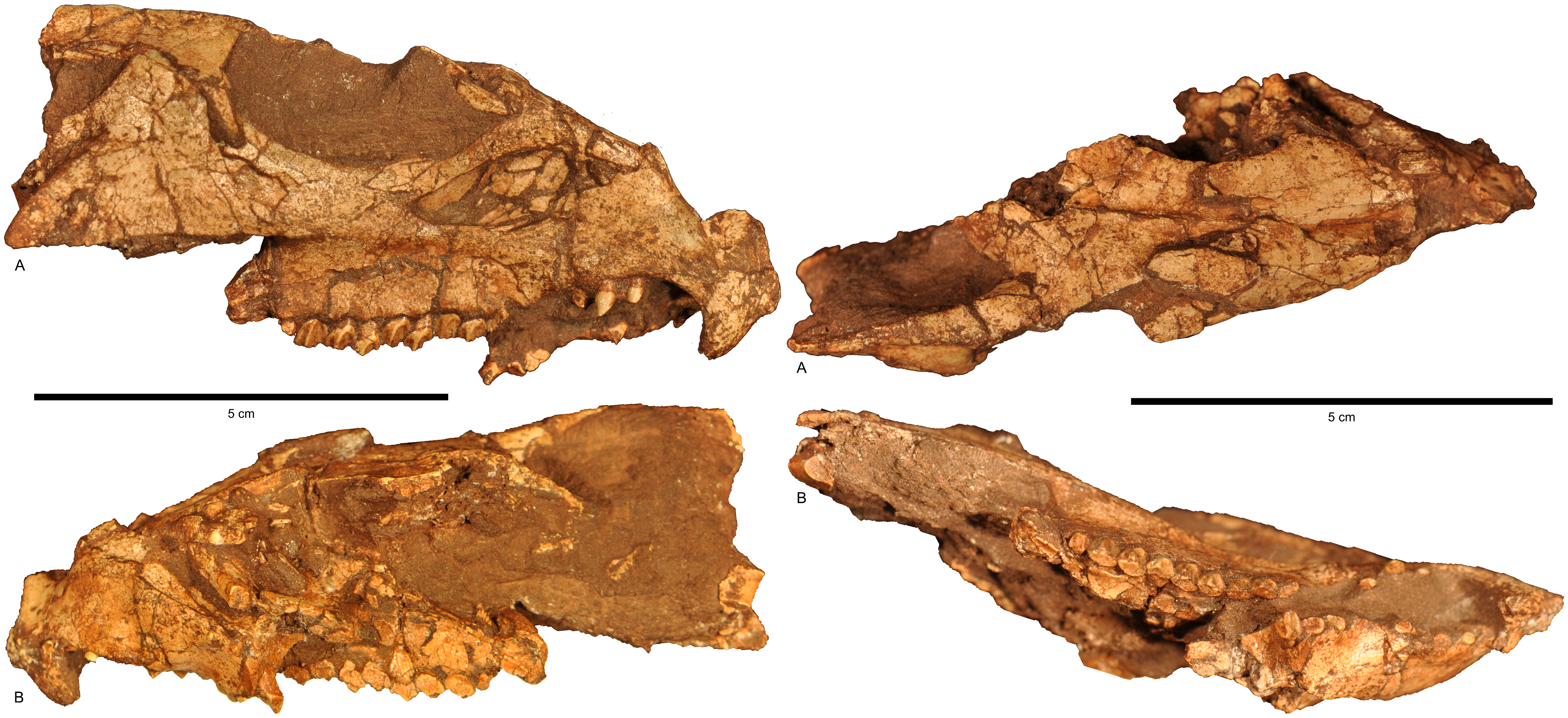
Diferentes ángulos de vista del cráneo perteneciente al holotipo de A. americanus.

Cladograma mostrando la filogenia de Aquilops dentro de Neoceratopsia, según Farke et al., 2014.

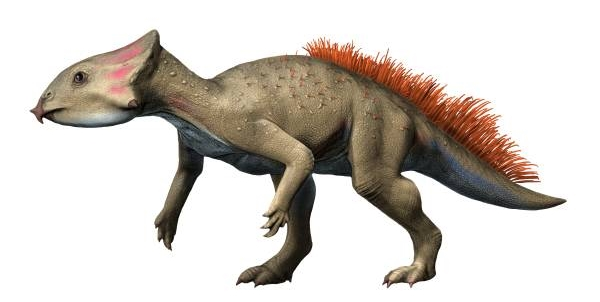
Reconstrucción de Aquilops americanus

|  | Xuanhuaceratops |
|  |                 |
|  | Chaoyangsaurus  |
|  |                 |

|  | P. sinensis     |
|  |                 |
|  | P. mongoliensis |
|  |                 |

|  | Auroraceratops |
|  |                |
|  | Yamaceratops   |
|  |                |

|  | Helioceratops   |
|  |                 |
|  | Archaeoceratops |
|  |                 |

|  | Koreaceratops                                                      |
|  |                                                                    |
|  | \| \| Leptoceratopsidae \| \| \| \| \| \| Coronosauria \| \| \| \| |
|  |                                                                    |
|  | Leptoceratopsidae                                                  |
|  |                                                                    |
|  | Coronosauria                                                       |
|  |                                                                    |

|  | Leptoceratopsidae |
|  |                   |
|  | Coronosauria      |
|  |                   |

|  | Helioceratops   |
|  |                 |
|  | Archaeoceratops |
|  |                 |

|  | Koreaceratops                                                      |
|  |                                                                    |
|  | \| \| Leptoceratopsidae \| \| \| \| \| \| Coronosauria \| \| \| \| |
|  |                                                                    |
|  | Leptoceratopsidae                                                  |
|  |                                                                    |
|  | Coronosauria                                                       |
|  |                                                                    |

|  | Leptoceratopsidae |
|  |                   |
|  | Coronosauria      |
|  |                   |

|  | Auroraceratops |
|  |                |
|  | Yamaceratops   |
|  |                |

|  | Helioceratops   |
|  |                 |
|  | Archaeoceratops |
|  |                 |

|  | Koreaceratops                                                      |
|  |                                                                    |
|  | \| \| Leptoceratopsidae \| \| \| \| \| \| Coronosauria \| \| \| \| |
|  |                                                                    |
|  | Leptoceratopsidae                                                  |
|  |                                                                    |
|  | Coronosauria                                                       |
|  |                                                                    |

|  | Leptoceratopsidae |
|  |                   |
|  | Coronosauria      |
|  |                   |

|  | Helioceratops   |
|  |                 |
|  | Archaeoceratops |
|  |                 |

|  | Koreaceratops                                                      |
|  |                                                                    |
|  | \| \| Leptoceratopsidae \| \| \| \| \| \| Coronosauria \| \| \| \| |
|  |                                                                    |
|  | Leptoceratopsidae                                                  |
|  |                                                                    |
|  | Coronosauria                                                       |
|  |                                                                    |

|  | Leptoceratopsidae |
|  |                   |
|  | Coronosauria      |
|  |                   |

|  | Auroraceratops |
|  |                |
|  | Yamaceratops   |
|  |                |

|  | Helioceratops   |
|  |                 |
|  | Archaeoceratops |
|  |                 |

|  | Koreaceratops                                                      |
|  |                                                                    |
|  | \| \| Leptoceratopsidae \| \| \| \| \| \| Coronosauria \| \| \| \| |
|  |                                                                    |
|  | Leptoceratopsidae                                                  |
|  |                                                                    |
|  | Coronosauria                                                       |
|  |                                                                    |

|  | Leptoceratopsidae |
|  |                   |
|  | Coronosauria      |
|  |                   |

|  | Helioceratops   |
|  |                 |
|  | Archaeoceratops |
|  |                 |

|  | Koreaceratops                                                      |
|  |                                                                    |
|  | \| \| Leptoceratopsidae \| \| \| \| \| \| Coronosauria \| \| \| \| |
|  |                                                                    |
|  | Leptoceratopsidae                                                  |
|  |                                                                    |
|  | Coronosauria                                                       |
|  |                                                                    |

|  | Leptoceratopsidae |
|  |                   |
|  | Coronosauria      |
|  |                   |

|  | Auroraceratops |
|  |                |
|  | Yamaceratops   |
|  |                |

|  | Helioceratops   |
|  |                 |
|  | Archaeoceratops |
|  |                 |

|  | Koreaceratops                                                      |
|  |                                                                    |
|  | \| \| Leptoceratopsidae \| \| \| \| \| \| Coronosauria \| \| \| \| |
|  |                                                                    |
|  | Leptoceratopsidae                                                  |
|  |                                                                    |
|  | Coronosauria                                                       |
|  |                                                                    |

|  | Leptoceratopsidae |
|  |                   |
|  | Coronosauria      |
|  |                   |

|  | Helioceratops   |
|  |                 |
|  | Archaeoceratops |
|  |                 |

|  | Koreaceratops                                                      |
|  |                                                                    |
|  | \| \| Leptoceratopsidae \| \| \| \| \| \| Coronosauria \| \| \| \| |
|  |                                                                    |
|  | Leptoceratopsidae                                                  |
|  |                                                                    |
|  | Coronosauria                                                       |
|  |                                                                    |

|  | Leptoceratopsidae |
|  |                   |
|  | Coronosauria      |
|  |                   |

|  | Auroraceratops |
|  |                |
|  | Yamaceratops   |
|  |                |

|  | Helioceratops   |
|  |                 |
|  | Archaeoceratops |
|  |                 |

|  | Koreaceratops                                                      |
|  |                                                                    |
|  | \| \| Leptoceratopsidae \| \| \| \| \| \| Coronosauria \| \| \| \| |
|  |                                                                    |
|  | Leptoceratopsidae                                                  |
|  |                                                                    |
|  | Coronosauria                                                       |
|  |                                                                    |

|  | Leptoceratopsidae |
|  |                   |
|  | Coronosauria      |
|  |                   |

|  | Helioceratops   |
|  |                 |
|  | Archaeoceratops |
|  |                 |

|  | Koreaceratops                                                      |
|  |                                                                    |
|  | \| \| Leptoceratopsidae \| \| \| \| \| \| Coronosauria \| \| \| \| |
|  |                                                                    |
|  | Leptoceratopsidae                                                  |
|  |                                                                    |
|  | Coronosauria                                                       |
|  |                                                                    |

|  | Leptoceratopsidae |
|  |                   |
|  | Coronosauria      |
|  |                   |

|  | Auroraceratops |
|  |                |
|  | Yamaceratops   |
|  |                |

|  | Helioceratops   |
|  |                 |
|  | Archaeoceratops |
|  |                 |

|  | Koreaceratops                                                      |
|  |                                                                    |
|  | \| \| Leptoceratopsidae \| \| \| \| \| \| Coronosauria \| \| \| \| |
|  |                                                                    |
|  | Leptoceratopsidae                                                  |
|  |                                                                    |
|  | Coronosauria                                                       |
|  |                                                                    |

|  | Leptoceratopsidae |
|  |                   |
|  | Coronosauria      |
|  |                   |

|  | Helioceratops   |
|  |                 |
|  | Archaeoceratops |
|  |                 |

|  | Koreaceratops                                                      |
|  |                                                                    |
|  | \| \| Leptoceratopsidae \| \| \| \| \| \| Coronosauria \| \| \| \| |
|  |                                                                    |
|  | Leptoceratopsidae                                                  |
|  |                                                                    |
|  | Coronosauria                                                       |
|  |                                                                    |

|  | Leptoceratopsidae |
|  |                   |
|  | Coronosauria      |
|  |                   |

|  | Auroraceratops |
|  |                |
|  | Yamaceratops   |
|  |                |

|  | Helioceratops   |
|  |                 |
|  | Archaeoceratops |
|  |                 |

|  | Koreaceratops                                                      |
|  |                                                                    |
|  | \| \| Leptoceratopsidae \| \| \| \| \| \| Coronosauria \| \| \| \| |
|  |                                                                    |
|  | Leptoceratopsidae                                                  |
|  |                                                                    |
|  | Coronosauria                                                       |
|  |                                                                    |

|  | Leptoceratopsidae |
|  |                   |
|  | Coronosauria      |
|  |                   |

|  | Helioceratops   |
|  |                 |
|  | Archaeoceratops |
|  |                 |

|  | Koreaceratops                                                      |
|  |                                                                    |
|  | \| \| Leptoceratopsidae \| \| \| \| \| \| Coronosauria \| \| \| \| |
|  |                                                                    |
|  | Leptoceratopsidae                                                  |
|  |                                                                    |
|  | Coronosauria                                                       |
|  |                                                                    |

|  | Leptoceratopsidae |
|  |                   |
|  | Coronosauria      |
|  |                   |

|  | Auroraceratops |
|  |                |
|  | Yamaceratops   |
|  |                |

|  | Helioceratops   |
|  |                 |
|  | Archaeoceratops |
|  |                 |

|  | Koreaceratops                                                      |
|  |                                                                    |
|  | \| \| Leptoceratopsidae \| \| \| \| \| \| Coronosauria \| \| \| \| |
|  |                                                                    |
|  | Leptoceratopsidae                                                  |
|  |                                                                    |
|  | Coronosauria                                                       |
|  |                                                                    |

|  | Leptoceratopsidae |
|  |                   |
|  | Coronosauria      |
|  |                   |

|  | Helioceratops   |
|  |                 |
|  | Archaeoceratops |
|  |                 |

|  | Koreaceratops                                                      |
|  |                                                                    |
|  | \| \| Leptoceratopsidae \| \| \| \| \| \| Coronosauria \| \| \| \| |
|  |                                                                    |
|  | Leptoceratopsidae                                                  |
|  |                                                                    |
|  | Coronosauria                                                       |
|  |                                                                    |

|  | Leptoceratopsidae |
|  |                   |
|  | Coronosauria      |
|  |                   |

|  | P. sinensis     |
|  |                 |
|  | P. mongoliensis |
|  |                 |

|  | Auroraceratops |
|  |                |
|  | Yamaceratops   |
|  |                |

|  | Helioceratops   |
|  |                 |
|  | Archaeoceratops |
|  |                 |

|  | Koreaceratops                                                      |
|  |                                                                    |
|  | \| \| Leptoceratopsidae \| \| \| \| \| \| Coronosauria \| \| \| \| |
|  |                                                                    |
|  | Leptoceratopsidae                                                  |
|  |                                                                    |
|  | Coronosauria                                                       |
|  |                                                                    |

|  | Leptoceratopsidae |
|  |                   |
|  | Coronosauria      |
|  |                   |

|  | Helioceratops   |
|  |                 |
|  | Archaeoceratops |
|  |                 |

|  | Koreaceratops                                                      |
|  |                                                                    |
|  | \| \| Leptoceratopsidae \| \| \| \| \| \| Coronosauria \| \| \| \| |
|  |                                                                    |
|  | Leptoceratopsidae                                                  |
|  |                                                                    |
|  | Coronosauria                                                       |
|  |                                                                    |

|  | Leptoceratopsidae |
|  |                   |
|  | Coronosauria      |
|  |                   |

|  | Auroraceratops |
|  |                |
|  | Yamaceratops   |
|  |                |

|  | Helioceratops   |
|  |                 |
|  | Archaeoceratops |
|  |                 |

|  | Koreaceratops                                                      |
|  |                                                                    |
|  | \| \| Leptoceratopsidae \| \| \| \| \| \| Coronosauria \| \| \| \| |
|  |                                                                    |
|  | Leptoceratopsidae                                                  |
|  |                                                                    |
|  | Coronosauria                                                       |
|  |                                                                    |

|  | Leptoceratopsidae |
|  |                   |
|  | Coronosauria      |
|  |                   |

|  | Helioceratops   |
|  |                 |
|  | Archaeoceratops |
|  |                 |

|  | Koreaceratops                                                      |
|  |                                                                    |
|  | \| \| Leptoceratopsidae \| \| \| \| \| \| Coronosauria \| \| \| \| |
|  |                                                                    |
|  | Leptoceratopsidae                                                  |
|  |                                                                    |
|  | Coronosauria                                                       |
|  |                                                                    |

|  | Leptoceratopsidae |
|  |                   |
|  | Coronosauria      |
|  |                   |

|  | Auroraceratops |
|  |                |
|  | Yamaceratops   |
|  |                |

|  | Helioceratops   |
|  |                 |
|  | Archaeoceratops |
|  |                 |

|  | Koreaceratops                                                      |
|  |                                                                    |
|  | \| \| Leptoceratopsidae \| \| \| \| \| \| Coronosauria \| \| \| \| |
|  |                                                                    |
|  | Leptoceratopsidae                                                  |
|  |                                                                    |
|  | Coronosauria                                                       |
|  |                                                                    |

|  | Leptoceratopsidae |
|  |                   |
|  | Coronosauria      |
|  |                   |

|  | Helioceratops   |
|  |                 |
|  | Archaeoceratops |
|  |                 |

|  | Koreaceratops                                                      |
|  |                                                                    |
|  | \| \| Leptoceratopsidae \| \| \| \| \| \| Coronosauria \| \| \| \| |
|  |                                                                    |
|  | Leptoceratopsidae                                                  |
|  |                                                                    |
|  | Coronosauria                                                       |
|  |                                                                    |

|  | Leptoceratopsidae |
|  |                   |
|  | Coronosauria      |
|  |                   |

|  | Auroraceratops |
|  |                |
|  | Yamaceratops   |
|  |                |

|  | Helioceratops   |
|  |                 |
|  | Archaeoceratops |
|  |                 |

|  | Koreaceratops                                                      |
|  |                                                                    |
|  | \| \| Leptoceratopsidae \| \| \| \| \| \| Coronosauria \| \| \| \| |
|  |                                                                    |
|  | Leptoceratopsidae                                                  |
|  |                                                                    |
|  | Coronosauria                                                       |
|  |                                                                    |

|  | Leptoceratopsidae |
|  |                   |
|  | Coronosauria      |
|  |                   |

|  | Helioceratops   |
|  |                 |
|  | Archaeoceratops |
|  |                 |

|  | Koreaceratops                                                      |
|  |                                                                    |
|  | \| \| Leptoceratopsidae \| \| \| \| \| \| Coronosauria \| \| \| \| |
|  |                                                                    |
|  | Leptoceratopsidae                                                  |
|  |                                                                    |
|  | Coronosauria                                                       |
|  |                                                                    |

|  | Leptoceratopsidae |
|  |                   |
|  | Coronosauria      |
|  |                   |

|  | Auroraceratops |
|  |                |
|  | Yamaceratops   |
|  |                |

|  | Helioceratops   |
|  |                 |
|  | Archaeoceratops |
|  |                 |

|  | Koreaceratops                                                      |
|  |                                                                    |
|  | \| \| Leptoceratopsidae \| \| \| \| \| \| Coronosauria \| \| \| \| |
|  |                                                                    |
|  | Leptoceratopsidae                                                  |
|  |                                                                    |
|  | Coronosauria                                                       |
|  |                                                                    |

|  | Leptoceratopsidae |
|  |                   |
|  | Coronosauria      |
|  |                   |

|  | Helioceratops   |
|  |                 |
|  | Archaeoceratops |
|  |                 |

|  | Koreaceratops                                                      |
|  |                                                                    |
|  | \| \| Leptoceratopsidae \| \| \| \| \| \| Coronosauria \| \| \| \| |
|  |                                                                    |
|  | Leptoceratopsidae                                                  |
|  |                                                                    |
|  | Coronosauria                                                       |
|  |                                                                    |

|  | Leptoceratopsidae |
|  |                   |
|  | Coronosauria      |
|  |                   |

|  | Auroraceratops |
|  |                |
|  | Yamaceratops   |
|  |                |

|  | Helioceratops   |
|  |                 |
|  | Archaeoceratops |
|  |                 |

|  | Koreaceratops                                                      |
|  |                                                                    |
|  | \| \| Leptoceratopsidae \| \| \| \| \| \| Coronosauria \| \| \| \| |
|  |                                                                    |
|  | Leptoceratopsidae                                                  |
|  |                                                                    |
|  | Coronosauria                                                       |
|  |                                                                    |

|  | Leptoceratopsidae |
|  |                   |
|  | Coronosauria      |
|  |                   |

|  | Helioceratops   |
|  |                 |
|  | Archaeoceratops |
|  |                 |

|  | Koreaceratops                                                      |
|  |                                                                    |
|  | \| \| Leptoceratopsidae \| \| \| \| \| \| Coronosauria \| \| \| \| |
|  |                                                                    |
|  | Leptoceratopsidae                                                  |
|  |                                                                    |
|  | Coronosauria                                                       |
|  |                                                                    |

|  | Leptoceratopsidae |
|  |                   |
|  | Coronosauria      |
|  |                   |

|  | Auroraceratops |
|  |                |
|  | Yamaceratops   |
|  |                |

|  | Helioceratops   |
|  |                 |
|  | Archaeoceratops |
|  |                 |

|  | Koreaceratops                                                      |
|  |                                                                    |
|  | \| \| Leptoceratopsidae \| \| \| \| \| \| Coronosauria \| \| \| \| |
|  |                                                                    |
|  | Leptoceratopsidae                                                  |
|  |                                                                    |
|  | Coronosauria                                                       |
|  |                                                                    |

|  | Leptoceratopsidae |
|  |                   |
|  | Coronosauria      |
|  |                   |

|  | Helioceratops   |
|  |                 |
|  | Archaeoceratops |
|  |                 |

|  | Koreaceratops                                                      |
|  |                                                                    |
|  | \| \| Leptoceratopsidae \| \| \| \| \| \| Coronosauria \| \| \| \| |
|  |                                                                    |
|  | Leptoceratopsidae                                                  |
|  |                                                                    |
|  | Coronosauria                                                       |
|  |                                                                    |

|  | Leptoceratopsidae |
|  |                   |
|  | Coronosauria      |
|  |                   |

|  | Auroraceratops |
|  |                |
|  | Yamaceratops   |
|  |                |

|  | Helioceratops   |
|  |                 |
|  | Archaeoceratops |
|  |                 |

|  | Koreaceratops                                                      |
|  |                                                                    |
|  | \| \| Leptoceratopsidae \| \| \| \| \| \| Coronosauria \| \| \| \| |
|  |                                                                    |
|  | Leptoceratopsidae                                                  |
|  |                                                                    |
|  | Coronosauria                                                       |
|  |                                                                    |

|  | Leptoceratopsidae |
|  |                   |
|  | Coronosauria      |
|  |                   |

|  | Helioceratops   |
|  |                 |
|  | Archaeoceratops |
|  |                 |

|  | Koreaceratops                                                      |
|  |                                                                    |
|  | \| \| Leptoceratopsidae \| \| \| \| \| \| Coronosauria \| \| \| \| |
|  |                                                                    |
|  | Leptoceratopsidae                                                  |
|  |                                                                    |
|  | Coronosauria                                                       |
|  |                                                                    |

|  | Leptoceratopsidae |
|  |                   |
|  | Coronosauria      |
|  |                   |

|  | Xuanhuaceratops |
|  |                 |
|  | Chaoyangsaurus  |
|  |                 |

|  | P. sinensis     |
|  |                 |
|  | P. mongoliensis |
|  |                 |

|  | Auroraceratops |
|  |                |
|  | Yamaceratops   |
|  |                |

|  | Helioceratops   |
|  |                 |
|  | Archaeoceratops |
|  |                 |

|  | Koreaceratops                                                      |
|  |                                                                    |
|  | \| \| Leptoceratopsidae \| \| \| \| \| \| Coronosauria \| \| \| \| |
|  |                                                                    |
|  | Leptoceratopsidae                                                  |
|  |                                                                    |
|  | Coronosauria                                                       |
|  |                                                                    |

|  | Leptoceratopsidae |
|  |                   |
|  | Coronosauria      |
|  |                   |

|  | Helioceratops   |
|  |                 |
|  | Archaeoceratops |
|  |                 |

|  | Koreaceratops                                                      |
|  |                                                                    |
|  | \| \| Leptoceratopsidae \| \| \| \| \| \| Coronosauria \| \| \| \| |
|  |                                                                    |
|  | Leptoceratopsidae                                                  |
|  |                                                                    |
|  | Coronosauria                                                       |
|  |                                                                    |

|  | Leptoceratopsidae |
|  |                   |
|  | Coronosauria      |
|  |                   |

|  | Auroraceratops |
|  |                |
|  | Yamaceratops   |
|  |                |

|  | Helioceratops   |
|  |                 |
|  | Archaeoceratops |
|  |                 |

|  | Koreaceratops                                                      |
|  |                                                                    |
|  | \| \| Leptoceratopsidae \| \| \| \| \| \| Coronosauria \| \| \| \| |
|  |                                                                    |
|  | Leptoceratopsidae                                                  |
|  |                                                                    |
|  | Coronosauria                                                       |
|  |                                                                    |

|  | Leptoceratopsidae |
|  |                   |
|  | Coronosauria      |
|  |                   |

|  | Helioceratops   |
|  |                 |
|  | Archaeoceratops |
|  |                 |

|  | Koreaceratops                                                      |
|  |                                                                    |
|  | \| \| Leptoceratopsidae \| \| \| \| \| \| Coronosauria \| \| \| \| |
|  |                                                                    |
|  | Leptoceratopsidae                                                  |
|  |                                                                    |
|  | Coronosauria                                                       |
|  |                                                                    |

|  | Leptoceratopsidae |
|  |                   |
|  | Coronosauria      |
|  |                   |

|  | Auroraceratops |
|  |                |
|  | Yamaceratops   |
|  |                |

|  | Helioceratops   |
|  |                 |
|  | Archaeoceratops |
|  |                 |

|  | Koreaceratops                                                      |
|  |                                                                    |
|  | \| \| Leptoceratopsidae \| \| \| \| \| \| Coronosauria \| \| \| \| |
|  |                                                                    |
|  | Leptoceratopsidae                                                  |
|  |                                                                    |
|  | Coronosauria                                                       |
|  |                                                                    |

|  | Leptoceratopsidae |
|  |                   |
|  | Coronosauria      |
|  |                   |

|  | Helioceratops   |
|  |                 |
|  | Archaeoceratops |
|  |                 |

|  | Koreaceratops                                                      |
|  |                                                                    |
|  | \| \| Leptoceratopsidae \| \| \| \| \| \| Coronosauria \| \| \| \| |
|  |                                                                    |
|  | Leptoceratopsidae                                                  |
|  |                                                                    |
|  | Coronosauria                                                       |
|  |                                                                    |

|  | Leptoceratopsidae |
|  |                   |
|  | Coronosauria      |
|  |                   |

|  | Auroraceratops |
|  |                |
|  | Yamaceratops   |
|  |                |

|  | Helioceratops   |
|  |                 |
|  | Archaeoceratops |
|  |                 |

|  | Koreaceratops                                                      |
|  |                                                                    |
|  | \| \| Leptoceratopsidae \| \| \| \| \| \| Coronosauria \| \| \| \| |
|  |                                                                    |
|  | Leptoceratopsidae                                                  |
|  |                                                                    |
|  | Coronosauria                                                       |
|  |                                                                    |

|  | Leptoceratopsidae |
|  |                   |
|  | Coronosauria      |
|  |                   |

|  | Helioceratops   |
|  |                 |
|  | Archaeoceratops |
|  |                 |

|  | Koreaceratops                                                      |
|  |                                                                    |
|  | \| \| Leptoceratopsidae \| \| \| \| \| \| Coronosauria \| \| \| \| |
|  |                                                                    |
|  | Leptoceratopsidae                                                  |
|  |                                                                    |
|  | Coronosauria                                                       |
|  |                                                                    |

|  | Leptoceratopsidae |
|  |                   |
|  | Coronosauria      |
|  |                   |

|  | Auroraceratops |
|  |                |
|  | Yamaceratops   |
|  |                |

|  | Helioceratops   |
|  |                 |
|  | Archaeoceratops |
|  |                 |

|  | Koreaceratops                                                      |
|  |                                                                    |
|  | \| \| Leptoceratopsidae \| \| \| \| \| \| Coronosauria \| \| \| \| |
|  |                                                                    |
|  | Leptoceratopsidae                                                  |
|  |                                                                    |
|  | Coronosauria                                                       |
|  |                                                                    |

|  | Leptoceratopsidae |
|  |                   |
|  | Coronosauria      |
|  |                   |

|  | Helioceratops   |
|  |                 |
|  | Archaeoceratops |
|  |                 |

|  | Koreaceratops                                                      |
|  |                                                                    |
|  | \| \| Leptoceratopsidae \| \| \| \| \| \| Coronosauria \| \| \| \| |
|  |                                                                    |
|  | Leptoceratopsidae                                                  |
|  |                                                                    |
|  | Coronosauria                                                       |
|  |                                                                    |

|  | Leptoceratopsidae |
|  |                   |
|  | Coronosauria      |
|  |                   |

|  | Auroraceratops |
|  |                |
|  | Yamaceratops   |
|  |                |

|  | Helioceratops   |
|  |                 |
|  | Archaeoceratops |
|  |                 |

|  | Koreaceratops                                                      |
|  |                                                                    |
|  | \| \| Leptoceratopsidae \| \| \| \| \| \| Coronosauria \| \| \| \| |
|  |                                                                    |
|  | Leptoceratopsidae                                                  |
|  |                                                                    |
|  | Coronosauria                                                       |
|  |                                                                    |

|  | Leptoceratopsidae |
|  |                   |
|  | Coronosauria      |
|  |                   |

|  | Helioceratops   |
|  |                 |
|  | Archaeoceratops |
|  |                 |

|  | Koreaceratops                                                      |
|  |                                                                    |
|  | \| \| Leptoceratopsidae \| \| \| \| \| \| Coronosauria \| \| \| \| |
|  |                                                                    |
|  | Leptoceratopsidae                                                  |
|  |                                                                    |
|  | Coronosauria                                                       |
|  |                                                                    |

|  | Leptoceratopsidae |
|  |                   |
|  | Coronosauria      |
|  |                   |

|  | Auroraceratops |
|  |                |
|  | Yamaceratops   |
|  |                |

|  | Helioceratops   |
|  |                 |
|  | Archaeoceratops |
|  |                 |

|  | Koreaceratops                                                      |
|  |                                                                    |
|  | \| \| Leptoceratopsidae \| \| \| \| \| \| Coronosauria \| \| \| \| |
|  |                                                                    |
|  | Leptoceratopsidae                                                  |
|  |                                                                    |
|  | Coronosauria                                                       |
|  |                                                                    |

|  | Leptoceratopsidae |
|  |                   |
|  | Coronosauria      |
|  |                   |

|  | Helioceratops   |
|  |                 |
|  | Archaeoceratops |
|  |                 |

|  | Koreaceratops                                                      |
|  |                                                                    |
|  | \| \| Leptoceratopsidae \| \| \| \| \| \| Coronosauria \| \| \| \| |
|  |                                                                    |
|  | Leptoceratopsidae                                                  |
|  |                                                                    |
|  | Coronosauria                                                       |
|  |                                                                    |

|  | Leptoceratopsidae |
|  |                   |
|  | Coronosauria      |
|  |                   |

|  | Auroraceratops |
|  |                |
|  | Yamaceratops   |
|  |                |

|  | Helioceratops   |
|  |                 |
|  | Archaeoceratops |
|  |                 |

|  | Koreaceratops                                                      |
|  |                                                                    |
|  | \| \| Leptoceratopsidae \| \| \| \| \| \| Coronosauria \| \| \| \| |
|  |                                                                    |
|  | Leptoceratopsidae                                                  |
|  |                                                                    |
|  | Coronosauria                                                       |
|  |                                                                    |

|  | Leptoceratopsidae |
|  |                   |
|  | Coronosauria      |
|  |                   |

|  | Helioceratops   |
|  |                 |
|  | Archaeoceratops |
|  |                 |

|  | Koreaceratops                                                      |
|  |                                                                    |
|  | \| \| Leptoceratopsidae \| \| \| \| \| \| Coronosauria \| \| \| \| |
|  |                                                                    |
|  | Leptoceratopsidae                                                  |
|  |                                                                    |
|  | Coronosauria                                                       |
|  |                                                                    |

|  | Leptoceratopsidae |
|  |                   |
|  | Coronosauria      |
|  |                   |

|  | P. sinensis     |
|  |                 |
|  | P. mongoliensis |
|  |                 |

|  | Auroraceratops |
|  |                |
|  | Yamaceratops   |
|  |                |

|  | Helioceratops   |
|  |                 |
|  | Archaeoceratops |
|  |                 |

|  | Koreaceratops                                                      |
|  |                                                                    |
|  | \| \| Leptoceratopsidae \| \| \| \| \| \| Coronosauria \| \| \| \| |
|  |                                                                    |
|  | Leptoceratopsidae                                                  |
|  |                                                                    |
|  | Coronosauria                                                       |
|  |                                                                    |

|  | Leptoceratopsidae |
|  |                   |
|  | Coronosauria      |
|  |                   |

|  | Helioceratops   |
|  |                 |
|  | Archaeoceratops |
|  |                 |

|  | Koreaceratops                                                      |
|  |                                                                    |
|  | \| \| Leptoceratopsidae \| \| \| \| \| \| Coronosauria \| \| \| \| |
|  |                                                                    |
|  | Leptoceratopsidae                                                  |
|  |                                                                    |
|  | Coronosauria                                                       |
|  |                                                                    |

|  | Leptoceratopsidae |
|  |                   |
|  | Coronosauria      |
|  |                   |

|  | Auroraceratops |
|  |                |
|  | Yamaceratops   |
|  |                |

|  | Helioceratops   |
|  |                 |
|  | Archaeoceratops |
|  |                 |

|  | Koreaceratops                                                      |
|  |                                                                    |
|  | \| \| Leptoceratopsidae \| \| \| \| \| \| Coronosauria \| \| \| \| |
|  |                                                                    |
|  | Leptoceratopsidae                                                  |
|  |                                                                    |
|  | Coronosauria                                                       |
|  |                                                                    |

|  | Leptoceratopsidae |
|  |                   |
|  | Coronosauria      |
|  |                   |

|  | Helioceratops   |
|  |                 |
|  | Archaeoceratops |
|  |                 |

|  | Koreaceratops                                                      |
|  |                                                                    |
|  | \| \| Leptoceratopsidae \| \| \| \| \| \| Coronosauria \| \| \| \| |
|  |                                                                    |
|  | Leptoceratopsidae                                                  |
|  |                                                                    |
|  | Coronosauria                                                       |
|  |                                                                    |

|  | Leptoceratopsidae |
|  |                   |
|  | Coronosauria      |
|  |                   |

|  | Auroraceratops |
|  |                |
|  | Yamaceratops   |
|  |                |

|  | Helioceratops   |
|  |                 |
|  | Archaeoceratops |
|  |                 |

|  | Koreaceratops                                                      |
|  |                                                                    |
|  | \| \| Leptoceratopsidae \| \| \| \| \| \| Coronosauria \| \| \| \| |
|  |                                                                    |
|  | Leptoceratopsidae                                                  |
|  |                                                                    |
|  | Coronosauria                                                       |
|  |                                                                    |

|  | Leptoceratopsidae |
|  |                   |
|  | Coronosauria      |
|  |                   |

|  | Helioceratops   |
|  |                 |
|  | Archaeoceratops |
|  |                 |

|  | Koreaceratops                                                      |
|  |                                                                    |
|  | \| \| Leptoceratopsidae \| \| \| \| \| \| Coronosauria \| \| \| \| |
|  |                                                                    |
|  | Leptoceratopsidae                                                  |
|  |                                                                    |
|  | Coronosauria                                                       |
|  |                                                                    |

|  | Leptoceratopsidae |
|  |                   |
|  | Coronosauria      |
|  |                   |

|  | Auroraceratops |
|  |                |
|  | Yamaceratops   |
|  |                |

|  | Helioceratops   |
|  |                 |
|  | Archaeoceratops |
|  |                 |

|  | Koreaceratops                                                      |
|  |                                                                    |
|  | \| \| Leptoceratopsidae \| \| \| \| \| \| Coronosauria \| \| \| \| |
|  |                                                                    |
|  | Leptoceratopsidae                                                  |
|  |                                                                    |
|  | Coronosauria                                                       |
|  |                                                                    |

|  | Leptoceratopsidae |
|  |                   |
|  | Coronosauria      |
|  |                   |

|  | Helioceratops   |
|  |                 |
|  | Archaeoceratops |
|  |                 |

|  | Koreaceratops                                                      |
|  |                                                                    |
|  | \| \| Leptoceratopsidae \| \| \| \| \| \| Coronosauria \| \| \| \| |
|  |                                                                    |
|  | Leptoceratopsidae                                                  |
|  |                                                                    |
|  | Coronosauria                                                       |
|  |                                                                    |

|  | Leptoceratopsidae |
|  |                   |
|  | Coronosauria      |
|  |                   |

|  | Auroraceratops |
|  |                |
|  | Yamaceratops   |
|  |                |

|  | Helioceratops   |
|  |                 |
|  | Archaeoceratops |
|  |                 |

|  | Koreaceratops                                                      |
|  |                                                                    |
|  | \| \| Leptoceratopsidae \| \| \| \| \| \| Coronosauria \| \| \| \| |
|  |                                                                    |
|  | Leptoceratopsidae                                                  |
|  |                                                                    |
|  | Coronosauria                                                       |
|  |                                                                    |

|  | Leptoceratopsidae |
|  |                   |
|  | Coronosauria      |
|  |                   |

|  | Helioceratops   |
|  |                 |
|  | Archaeoceratops |
|  |                 |

|  | Koreaceratops                                                      |
|  |                                                                    |
|  | \| \| Leptoceratopsidae \| \| \| \| \| \| Coronosauria \| \| \| \| |
|  |                                                                    |
|  | Leptoceratopsidae                                                  |
|  |                                                                    |
|  | Coronosauria                                                       |
|  |                                                                    |

|  | Leptoceratopsidae |
|  |                   |
|  | Coronosauria      |
|  |                   |

|  | Auroraceratops |
|  |                |
|  | Yamaceratops   |
|  |                |

|  | Helioceratops   |
|  |                 |
|  | Archaeoceratops |
|  |                 |

|  | Koreaceratops                                                      |
|  |                                                                    |
|  | \| \| Leptoceratopsidae \| \| \| \| \| \| Coronosauria \| \| \| \| |
|  |                                                                    |
|  | Leptoceratopsidae                                                  |
|  |                                                                    |
|  | Coronosauria                                                       |
|  |                                                                    |

|  | Leptoceratopsidae |
|  |                   |
|  | Coronosauria      |
|  |                   |

|  | Helioceratops   |
|  |                 |
|  | Archaeoceratops |
|  |                 |

|  | Koreaceratops                                                      |
|  |                                                                    |
|  | \| \| Leptoceratopsidae \| \| \| \| \| \| Coronosauria \| \| \| \| |
|  |                                                                    |
|  | Leptoceratopsidae                                                  |
|  |                                                                    |
|  | Coronosauria                                                       |
|  |                                                                    |

|  | Leptoceratopsidae |
|  |                   |
|  | Coronosauria      |
|  |                   |

|  | Auroraceratops |
|  |                |
|  | Yamaceratops   |
|  |                |

|  | Helioceratops   |
|  |                 |
|  | Archaeoceratops |
|  |                 |

|  | Koreaceratops                                                      |
|  |                                                                    |
|  | \| \| Leptoceratopsidae \| \| \| \| \| \| Coronosauria \| \| \| \| |
|  |                                                                    |
|  | Leptoceratopsidae                                                  |
|  |                                                                    |
|  | Coronosauria                                                       |
|  |                                                                    |

|  | Leptoceratopsidae |
|  |                   |
|  | Coronosauria      |
|  |                   |

|  | Helioceratops   |
|  |                 |
|  | Archaeoceratops |
|  |                 |

|  | Koreaceratops                                                      |
|  |                                                                    |
|  | \| \| Leptoceratopsidae \| \| \| \| \| \| Coronosauria \| \| \| \| |
|  |                                                                    |
|  | Leptoceratopsidae                                                  |
|  |                                                                    |
|  | Coronosauria                                                       |
|  |                                                                    |

|  | Leptoceratopsidae |
|  |                   |
|  | Coronosauria      |
|  |                   |

|  | Auroraceratops |
|  |                |
|  | Yamaceratops   |
|  |                |

|  | Helioceratops   |
|  |                 |
|  | Archaeoceratops |
|  |                 |

|  | Koreaceratops                                                      |
|  |                                                                    |
|  | \| \| Leptoceratopsidae \| \| \| \| \| \| Coronosauria \| \| \| \| |
|  |                                                                    |
|  | Leptoceratopsidae                                                  |
|  |                                                                    |
|  | Coronosauria                                                       |
|  |                                                                    |

|  | Leptoceratopsidae |
|  |                   |
|  | Coronosauria      |
|  |                   |

|  | Helioceratops   |
|  |                 |
|  | Archaeoceratops |
|  |                 |

|  | Koreaceratops                                                      |
|  |                                                                    |
|  | \| \| Leptoceratopsidae \| \| \| \| \| \| Coronosauria \| \| \| \| |
|  |                                                                    |
|  | Leptoceratopsidae                                                  |
|  |                                                                    |
|  | Coronosauria                                                       |
|  |                                                                    |

|  | Leptoceratopsidae |
|  |                   |
|  | Coronosauria      |
|  |                   |

|  | Xuanhuaceratops |
|  |                 |
|  | Chaoyangsaurus  |
|  |                 |

|  | P. sinensis     |
|  |                 |
|  | P. mongoliensis |
|  |                 |

|  | Auroraceratops |
|  |                |
|  | Yamaceratops   |
|  |                |

|  | Helioceratops   |
|  |                 |
|  | Archaeoceratops |
|  |                 |

|  | Koreaceratops                                                      |
|  |                                                                    |
|  | \| \| Leptoceratopsidae \| \| \| \| \| \| Coronosauria \| \| \| \| |
|  |                                                                    |
|  | Leptoceratopsidae                                                  |
|  |                                                                    |
|  | Coronosauria                                                       |
|  |                                                                    |

|  | Leptoceratopsidae |
|  |                   |
|  | Coronosauria      |
|  |                   |

|  | Helioceratops   |
|  |                 |
|  | Archaeoceratops |
|  |                 |

|  | Koreaceratops                                                      |
|  |                                                                    |
|  | \| \| Leptoceratopsidae \| \| \| \| \| \| Coronosauria \| \| \| \| |
|  |                                                                    |
|  | Leptoceratopsidae                                                  |
|  |                                                                    |
|  | Coronosauria                                                       |
|  |                                                                    |

|  | Leptoceratopsidae |
|  |                   |
|  | Coronosauria      |
|  |                   |

|  | Auroraceratops |
|  |                |
|  | Yamaceratops   |
|  |                |

|  | Helioceratops   |
|  |                 |
|  | Archaeoceratops |
|  |                 |

|  | Koreaceratops                                                      |
|  |                                                                    |
|  | \| \| Leptoceratopsidae \| \| \| \| \| \| Coronosauria \| \| \| \| |
|  |                                                                    |
|  | Leptoceratopsidae                                                  |
|  |                                                                    |
|  | Coronosauria                                                       |
|  |                                                                    |

|  | Leptoceratopsidae |
|  |                   |
|  | Coronosauria      |
|  |                   |

|  | Helioceratops   |
|  |                 |
|  | Archaeoceratops |
|  |                 |

|  | Koreaceratops                                                      |
|  |                                                                    |
|  | \| \| Leptoceratopsidae \| \| \| \| \| \| Coronosauria \| \| \| \| |
|  |                                                                    |
|  | Leptoceratopsidae                                                  |
|  |                                                                    |
|  | Coronosauria                                                       |
|  |                                                                    |

|  | Leptoceratopsidae |
|  |                   |
|  | Coronosauria      |
|  |                   |

|  | Auroraceratops |
|  |                |
|  | Yamaceratops   |
|  |                |

|  | Helioceratops   |
|  |                 |
|  | Archaeoceratops |
|  |                 |

|  | Koreaceratops                                                      |
|  |                                                                    |
|  | \| \| Leptoceratopsidae \| \| \| \| \| \| Coronosauria \| \| \| \| |
|  |                                                                    |
|  | Leptoceratopsidae                                                  |
|  |                                                                    |
|  | Coronosauria                                                       |
|  |                                                                    |

|  | Leptoceratopsidae |
|  |                   |
|  | Coronosauria      |
|  |                   |

|  | Helioceratops   |
|  |                 |
|  | Archaeoceratops |
|  |                 |

|  | Koreaceratops                                                      |
|  |                                                                    |
|  | \| \| Leptoceratopsidae \| \| \| \| \| \| Coronosauria \| \| \| \| |
|  |                                                                    |
|  | Leptoceratopsidae                                                  |
|  |                                                                    |
|  | Coronosauria                                                       |
|  |                                                                    |

|  | Leptoceratopsidae |
|  |                   |
|  | Coronosauria      |
|  |                   |

|  | Auroraceratops |
|  |                |
|  | Yamaceratops   |
|  |                |

|  | Helioceratops   |
|  |                 |
|  | Archaeoceratops |
|  |                 |

|  | Koreaceratops                                                      |
|  |                                                                    |
|  | \| \| Leptoceratopsidae \| \| \| \| \| \| Coronosauria \| \| \| \| |
|  |                                                                    |
|  | Leptoceratopsidae                                                  |
|  |                                                                    |
|  | Coronosauria                                                       |
|  |                                                                    |

|  | Leptoceratopsidae |
|  |                   |
|  | Coronosauria      |
|  |                   |

|  | Helioceratops   |
|  |                 |
|  | Archaeoceratops |
|  |                 |

|  | Koreaceratops                                                      |
|  |                                                                    |
|  | \| \| Leptoceratopsidae \| \| \| \| \| \| Coronosauria \| \| \| \| |
|  |                                                                    |
|  | Leptoceratopsidae                                                  |
|  |                                                                    |
|  | Coronosauria                                                       |
|  |                                                                    |

|  | Leptoceratopsidae |
|  |                   |
|  | Coronosauria      |
|  |                   |

|  | Auroraceratops |
|  |                |
|  | Yamaceratops   |
|  |                |

|  | Helioceratops   |
|  |                 |
|  | Archaeoceratops |
|  |                 |

|  | Koreaceratops                                                      |
|  |                                                                    |
|  | \| \| Leptoceratopsidae \| \| \| \| \| \| Coronosauria \| \| \| \| |
|  |                                                                    |
|  | Leptoceratopsidae                                                  |
|  |                                                                    |
|  | Coronosauria                                                       |
|  |                                                                    |

|  | Leptoceratopsidae |
|  |                   |
|  | Coronosauria      |
|  |                   |

|  | Helioceratops   |
|  |                 |
|  | Archaeoceratops |
|  |                 |

|  | Koreaceratops                                                      |
|  |                                                                    |
|  | \| \| Leptoceratopsidae \| \| \| \| \| \| Coronosauria \| \| \| \| |
|  |                                                                    |
|  | Leptoceratopsidae                                                  |
|  |                                                                    |
|  | Coronosauria                                                       |
|  |                                                                    |

|  | Leptoceratopsidae |
|  |                   |
|  | Coronosauria      |
|  |                   |

|  | Auroraceratops |
|  |                |
|  | Yamaceratops   |
|  |                |

|  | Helioceratops   |
|  |                 |
|  | Archaeoceratops |
|  |                 |

|  | Koreaceratops                                                      |
|  |                                                                    |
|  | \| \| Leptoceratopsidae \| \| \| \| \| \| Coronosauria \| \| \| \| |
|  |                                                                    |
|  | Leptoceratopsidae                                                  |
|  |                                                                    |
|  | Coronosauria                                                       |
|  |                                                                    |

|  | Leptoceratopsidae |
|  |                   |
|  | Coronosauria      |
|  |                   |

|  | Helioceratops   |
|  |                 |
|  | Archaeoceratops |
|  |                 |

|  | Koreaceratops                                                      |
|  |                                                                    |
|  | \| \| Leptoceratopsidae \| \| \| \| \| \| Coronosauria \| \| \| \| |
|  |                                                                    |
|  | Leptoceratopsidae                                                  |
|  |                                                                    |
|  | Coronosauria                                                       |
|  |                                                                    |

|  | Leptoceratopsidae |
|  |                   |
|  | Coronosauria      |
|  |                   |

|  | Auroraceratops |
|  |                |
|  | Yamaceratops   |
|  |                |

|  | Helioceratops   |
|  |                 |
|  | Archaeoceratops |
|  |                 |

|  | Koreaceratops                                                      |
|  |                                                                    |
|  | \| \| Leptoceratopsidae \| \| \| \| \| \| Coronosauria \| \| \| \| |
|  |                                                                    |
|  | Leptoceratopsidae                                                  |
|  |                                                                    |
|  | Coronosauria                                                       |
|  |                                                                    |

|  | Leptoceratopsidae |
|  |                   |
|  | Coronosauria      |
|  |                   |

|  | Helioceratops   |
|  |                 |
|  | Archaeoceratops |
|  |                 |

|  | Koreaceratops                                                      |
|  |                                                                    |
|  | \| \| Leptoceratopsidae \| \| \| \| \| \| Coronosauria \| \| \| \| |
|  |                                                                    |
|  | Leptoceratopsidae                                                  |
|  |                                                                    |
|  | Coronosauria                                                       |
|  |                                                                    |

|  | Leptoceratopsidae |
|  |                   |
|  | Coronosauria      |
|  |                   |

|  | Auroraceratops |
|  |                |
|  | Yamaceratops   |
|  |                |

|  | Helioceratops   |
|  |                 |
|  | Archaeoceratops |
|  |                 |

|  | Koreaceratops                                                      |
|  |                                                                    |
|  | \| \| Leptoceratopsidae \| \| \| \| \| \| Coronosauria \| \| \| \| |
|  |                                                                    |
|  | Leptoceratopsidae                                                  |
|  |                                                                    |
|  | Coronosauria                                                       |
|  |                                                                    |

|  | Leptoceratopsidae |
|  |                   |
|  | Coronosauria      |
|  |                   |

|  | Helioceratops   |
|  |                 |
|  | Archaeoceratops |
|  |                 |

|  | Koreaceratops                                                      |
|  |                                                                    |
|  | \| \| Leptoceratopsidae \| \| \| \| \| \| Coronosauria \| \| \| \| |
|  |                                                                    |
|  | Leptoceratopsidae                                                  |
|  |                                                                    |
|  | Coronosauria                                                       |
|  |                                                                    |

|  | Leptoceratopsidae |
|  |                   |
|  | Coronosauria      |
|  |                   |

|  | P. sinensis     |
|  |                 |
|  | P. mongoliensis |
|  |                 |

|  | Auroraceratops |
|  |                |
|  | Yamaceratops   |
|  |                |

|  | Helioceratops   |
|  |                 |
|  | Archaeoceratops |
|  |                 |

|  | Koreaceratops                                                      |
|  |                                                                    |
|  | \| \| Leptoceratopsidae \| \| \| \| \| \| Coronosauria \| \| \| \| |
|  |                                                                    |
|  | Leptoceratopsidae                                                  |
|  |                                                                    |
|  | Coronosauria                                                       |
|  |                                                                    |

|  | Leptoceratopsidae |
|  |                   |
|  | Coronosauria      |
|  |                   |

|  | Helioceratops   |
|  |                 |
|  | Archaeoceratops |
|  |                 |

|  | Koreaceratops                                                      |
|  |                                                                    |
|  | \| \| Leptoceratopsidae \| \| \| \| \| \| Coronosauria \| \| \| \| |
|  |                                                                    |
|  | Leptoceratopsidae                                                  |
|  |                                                                    |
|  | Coronosauria                                                       |
|  |                                                                    |

|  | Leptoceratopsidae |
|  |                   |
|  | Coronosauria      |
|  |                   |

|  | Auroraceratops |
|  |                |
|  | Yamaceratops   |
|  |                |

|  | Helioceratops   |
|  |                 |
|  | Archaeoceratops |
|  |                 |

|  | Koreaceratops                                                      |
|  |                                                                    |
|  | \| \| Leptoceratopsidae \| \| \| \| \| \| Coronosauria \| \| \| \| |
|  |                                                                    |
|  | Leptoceratopsidae                                                  |
|  |                                                                    |
|  | Coronosauria                                                       |
|  |                                                                    |

|  | Leptoceratopsidae |
|  |                   |
|  | Coronosauria      |
|  |                   |

|  | Helioceratops   |
|  |                 |
|  | Archaeoceratops |
|  |                 |

|  | Koreaceratops                                                      |
|  |                                                                    |
|  | \| \| Leptoceratopsidae \| \| \| \| \| \| Coronosauria \| \| \| \| |
|  |                                                                    |
|  | Leptoceratopsidae                                                  |
|  |                                                                    |
|  | Coronosauria                                                       |
|  |                                                                    |

|  | Leptoceratopsidae |
|  |                   |
|  | Coronosauria      |
|  |                   |

|  | Auroraceratops |
|  |                |
|  | Yamaceratops   |
|  |                |

|  | Helioceratops   |
|  |                 |
|  | Archaeoceratops |
|  |                 |

|  | Koreaceratops                                                      |
|  |                                                                    |
|  | \| \| Leptoceratopsidae \| \| \| \| \| \| Coronosauria \| \| \| \| |
|  |                                                                    |
|  | Leptoceratopsidae                                                  |
|  |                                                                    |
|  | Coronosauria                                                       |
|  |                                                                    |

|  | Leptoceratopsidae |
|  |                   |
|  | Coronosauria      |
|  |                   |

|  | Helioceratops   |
|  |                 |
|  | Archaeoceratops |
|  |                 |

|  | Koreaceratops                                                      |
|  |                                                                    |
|  | \| \| Leptoceratopsidae \| \| \| \| \| \| Coronosauria \| \| \| \| |
|  |                                                                    |
|  | Leptoceratopsidae                                                  |
|  |                                                                    |
|  | Coronosauria                                                       |
|  |                                                                    |

|  | Leptoceratopsidae |
|  |                   |
|  | Coronosauria      |
|  |                   |

|  | Auroraceratops |
|  |                |
|  | Yamaceratops   |
|  |                |

|  | Helioceratops   |
|  |                 |
|  | Archaeoceratops |
|  |                 |

|  | Koreaceratops                                                      |
|  |                                                                    |
|  | \| \| Leptoceratopsidae \| \| \| \| \| \| Coronosauria \| \| \| \| |
|  |                                                                    |
|  | Leptoceratopsidae                                                  |
|  |                                                                    |
|  | Coronosauria                                                       |
|  |                                                                    |

|  | Leptoceratopsidae |
|  |                   |
|  | Coronosauria      |
|  |                   |

|  | Helioceratops   |
|  |                 |
|  | Archaeoceratops |
|  |                 |

|  | Koreaceratops                                                      |
|  |                                                                    |
|  | \| \| Leptoceratopsidae \| \| \| \| \| \| Coronosauria \| \| \| \| |
|  |                                                                    |
|  | Leptoceratopsidae                                                  |
|  |                                                                    |
|  | Coronosauria                                                       |
|  |                                                                    |

|  | Leptoceratopsidae |
|  |                   |
|  | Coronosauria      |
|  |                   |

|  | Auroraceratops |
|  |                |
|  | Yamaceratops   |
|  |                |

|  | Helioceratops   |
|  |                 |
|  | Archaeoceratops |
|  |                 |

|  | Koreaceratops                                                      |
|  |                                                                    |
|  | \| \| Leptoceratopsidae \| \| \| \| \| \| Coronosauria \| \| \| \| |
|  |                                                                    |
|  | Leptoceratopsidae                                                  |
|  |                                                                    |
|  | Coronosauria                                                       |
|  |                                                                    |

|  | Leptoceratopsidae |
|  |                   |
|  | Coronosauria      |
|  |                   |

|  | Helioceratops   |
|  |                 |
|  | Archaeoceratops |
|  |                 |

|  | Koreaceratops                                                      |
|  |                                                                    |
|  | \| \| Leptoceratopsidae \| \| \| \| \| \| Coronosauria \| \| \| \| |
|  |                                                                    |
|  | Leptoceratopsidae                                                  |
|  |                                                                    |
|  | Coronosauria                                                       |
|  |                                                                    |

|  | Leptoceratopsidae |
|  |                   |
|  | Coronosauria      |
|  |                   |

|  | Auroraceratops |
|  |                |
|  | Yamaceratops   |
|  |                |

|  | Helioceratops   |
|  |                 |
|  | Archaeoceratops |
|  |                 |

|  | Koreaceratops                                                      |
|  |                                                                    |
|  | \| \| Leptoceratopsidae \| \| \| \| \| \| Coronosauria \| \| \| \| |
|  |                                                                    |
|  | Leptoceratopsidae                                                  |
|  |                                                                    |
|  | Coronosauria                                                       |
|  |                                                                    |

|  | Leptoceratopsidae |
|  |                   |
|  | Coronosauria      |
|  |                   |

|  | Helioceratops   |
|  |                 |
|  | Archaeoceratops |
|  |                 |

|  | Koreaceratops                                                      |
|  |                                                                    |
|  | \| \| Leptoceratopsidae \| \| \| \| \| \| Coronosauria \| \| \| \| |
|  |                                                                    |
|  | Leptoceratopsidae                                                  |
|  |                                                                    |
|  | Coronosauria                                                       |
|  |                                                                    |

|  | Leptoceratopsidae |
|  |                   |
|  | Coronosauria      |
|  |                   |

|  | Auroraceratops |
|  |                |
|  | Yamaceratops   |
|  |                |

|  | Helioceratops   |
|  |                 |
|  | Archaeoceratops |
|  |                 |

|  | Koreaceratops                                                      |
|  |                                                                    |
|  | \| \| Leptoceratopsidae \| \| \| \| \| \| Coronosauria \| \| \| \| |
|  |                                                                    |
|  | Leptoceratopsidae                                                  |
|  |                                                                    |
|  | Coronosauria                                                       |
|  |                                                                    |

|  | Leptoceratopsidae |
|  |                   |
|  | Coronosauria      |
|  |                   |

|  | Helioceratops   |
|  |                 |
|  | Archaeoceratops |
|  |                 |

|  | Koreaceratops                                                      |
|  |                                                                    |
|  | \| \| Leptoceratopsidae \| \| \| \| \| \| Coronosauria \| \| \| \| |
|  |                                                                    |
|  | Leptoceratopsidae                                                  |
|  |                                                                    |
|  | Coronosauria                                                       |
|  |                                                                    |

|  | Leptoceratopsidae |
|  |                   |
|  | Coronosauria      |
|  |                   |

|  | Auroraceratops |
|  |                |
|  | Yamaceratops   |
|  |                |

|  | Helioceratops   |
|  |                 |
|  | Archaeoceratops |
|  |                 |

|  | Koreaceratops                                                      |
|  |                                                                    |
|  | \| \| Leptoceratopsidae \| \| \| \| \| \| Coronosauria \| \| \| \| |
|  |                                                                    |
|  | Leptoceratopsidae                                                  |
|  |                                                                    |
|  | Coronosauria                                                       |
|  |                                                                    |

|  | Leptoceratopsidae |
|  |                   |
|  | Coronosauria      |
|  |                   |

|  | Helioceratops   |
|  |                 |
|  | Archaeoceratops |
|  |                 |

|  | Koreaceratops                                                      |
|  |                                                                    |
|  | \| \| Leptoceratopsidae \| \| \| \| \| \| Coronosauria \| \| \| \| |
|  |                                                                    |
|  | Leptoceratopsidae                                                  |
|  |                                                                    |
|  | Coronosauria                                                       |
|  |                                                                    |

|  | Leptoceratopsidae |
|  |                   |
|  | Coronosauria      |
|  |                   |

|  | Xuanhuaceratops |
|  |                 |
|  | Chaoyangsaurus  |
|  |                 |

|  | P. sinensis     |
|  |                 |
|  | P. mongoliensis |
|  |                 |

|  | Auroraceratops |
|  |                |
|  | Yamaceratops   |
|  |                |

|  | Helioceratops   |
|  |                 |
|  | Archaeoceratops |
|  |                 |

|  | Koreaceratops                                                      |
|  |                                                                    |
|  | \| \| Leptoceratopsidae \| \| \| \| \| \| Coronosauria \| \| \| \| |
|  |                                                                    |
|  | Leptoceratopsidae                                                  |
|  |                                                                    |
|  | Coronosauria                                                       |
|  |                                                                    |

|  | Leptoceratopsidae |
|  |                   |
|  | Coronosauria      |
|  |                   |

|  | Helioceratops   |
|  |                 |
|  | Archaeoceratops |
|  |                 |

|  | Koreaceratops                                                      |
|  |                                                                    |
|  | \| \| Leptoceratopsidae \| \| \| \| \| \| Coronosauria \| \| \| \| |
|  |                                                                    |
|  | Leptoceratopsidae                                                  |
|  |                                                                    |
|  | Coronosauria                                                       |
|  |                                                                    |

|  | Leptoceratopsidae |
|  |                   |
|  | Coronosauria      |
|  |                   |

|  | Auroraceratops |
|  |                |
|  | Yamaceratops   |
|  |                |

|  | Helioceratops   |
|  |                 |
|  | Archaeoceratops |
|  |                 |

|  | Koreaceratops                                                      |
|  |                                                                    |
|  | \| \| Leptoceratopsidae \| \| \| \| \| \| Coronosauria \| \| \| \| |
|  |                                                                    |
|  | Leptoceratopsidae                                                  |
|  |                                                                    |
|  | Coronosauria                                                       |
|  |                                                                    |

|  | Leptoceratopsidae |
|  |                   |
|  | Coronosauria      |
|  |                   |

|  | Helioceratops   |
|  |                 |
|  | Archaeoceratops |
|  |                 |

|  | Koreaceratops                                                      |
|  |                                                                    |
|  | \| \| Leptoceratopsidae \| \| \| \| \| \| Coronosauria \| \| \| \| |
|  |                                                                    |
|  | Leptoceratopsidae                                                  |
|  |                                                                    |
|  | Coronosauria                                                       |
|  |                                                                    |

|  | Leptoceratopsidae |
|  |                   |
|  | Coronosauria      |
|  |                   |

|  | Auroraceratops |
|  |                |
|  | Yamaceratops   |
|  |                |

|  | Helioceratops   |
|  |                 |
|  | Archaeoceratops |
|  |                 |

|  | Koreaceratops                                                      |
|  |                                                                    |
|  | \| \| Leptoceratopsidae \| \| \| \| \| \| Coronosauria \| \| \| \| |
|  |                                                                    |
|  | Leptoceratopsidae                                                  |
|  |                                                                    |
|  | Coronosauria                                                       |
|  |                                                                    |

|  | Leptoceratopsidae |
|  |                   |
|  | Coronosauria      |
|  |                   |

|  | Helioceratops   |
|  |                 |
|  | Archaeoceratops |
|  |                 |

|  | Koreaceratops                                                      |
|  |                                                                    |
|  | \| \| Leptoceratopsidae \| \| \| \| \| \| Coronosauria \| \| \| \| |
|  |                                                                    |
|  | Leptoceratopsidae                                                  |
|  |                                                                    |
|  | Coronosauria                                                       |
|  |                                                                    |

|  | Leptoceratopsidae |
|  |                   |
|  | Coronosauria      |
|  |                   |

|  | Auroraceratops |
|  |                |
|  | Yamaceratops   |
|  |                |

|  | Helioceratops   |
|  |                 |
|  | Archaeoceratops |
|  |                 |

|  | Koreaceratops                                                      |
|  |                                                                    |
|  | \| \| Leptoceratopsidae \| \| \| \| \| \| Coronosauria \| \| \| \| |
|  |                                                                    |
|  | Leptoceratopsidae                                                  |
|  |                                                                    |
|  | Coronosauria                                                       |
|  |                                                                    |

|  | Leptoceratopsidae |
|  |                   |
|  | Coronosauria      |
|  |                   |

|  | Helioceratops   |
|  |                 |
|  | Archaeoceratops |
|  |                 |

|  | Koreaceratops                                                      |
|  |                                                                    |
|  | \| \| Leptoceratopsidae \| \| \| \| \| \| Coronosauria \| \| \| \| |
|  |                                                                    |
|  | Leptoceratopsidae                                                  |
|  |                                                                    |
|  | Coronosauria                                                       |
|  |                                                                    |

|  | Leptoceratopsidae |
|  |                   |
|  | Coronosauria      |
|  |                   |

|  | Auroraceratops |
|  |                |
|  | Yamaceratops   |
|  |                |

|  | Helioceratops   |
|  |                 |
|  | Archaeoceratops |
|  |                 |

|  | Koreaceratops                                                      |
|  |                                                                    |
|  | \| \| Leptoceratopsidae \| \| \| \| \| \| Coronosauria \| \| \| \| |
|  |                                                                    |
|  | Leptoceratopsidae                                                  |
|  |                                                                    |
|  | Coronosauria                                                       |
|  |                                                                    |

|  | Leptoceratopsidae |
|  |                   |
|  | Coronosauria      |
|  |                   |

|  | Helioceratops   |
|  |                 |
|  | Archaeoceratops |
|  |                 |

|  | Koreaceratops                                                      |
|  |                                                                    |
|  | \| \| Leptoceratopsidae \| \| \| \| \| \| Coronosauria \| \| \| \| |
|  |                                                                    |
|  | Leptoceratopsidae                                                  |
|  |                                                                    |
|  | Coronosauria                                                       |
|  |                                                                    |

|  | Leptoceratopsidae |
|  |                   |
|  | Coronosauria      |
|  |                   |

|  | Auroraceratops |
|  |                |
|  | Yamaceratops   |
|  |                |

|  | Helioceratops   |
|  |                 |
|  | Archaeoceratops |
|  |                 |

|  | Koreaceratops                                                      |
|  |                                                                    |
|  | \| \| Leptoceratopsidae \| \| \| \| \| \| Coronosauria \| \| \| \| |
|  |                                                                    |
|  | Leptoceratopsidae                                                  |
|  |                                                                    |
|  | Coronosauria                                                       |
|  |                                                                    |

|  | Leptoceratopsidae |
|  |                   |
|  | Coronosauria      |
|  |                   |

|  | Helioceratops   |
|  |                 |
|  | Archaeoceratops |
|  |                 |

|  | Koreaceratops                                                      |
|  |                                                                    |
|  | \| \| Leptoceratopsidae \| \| \| \| \| \| Coronosauria \| \| \| \| |
|  |                                                                    |
|  | Leptoceratopsidae                                                  |
|  |                                                                    |
|  | Coronosauria                                                       |
|  |                                                                    |

|  | Leptoceratopsidae |
|  |                   |
|  | Coronosauria      |
|  |                   |

|  | Auroraceratops |
|  |                |
|  | Yamaceratops   |
|  |                |

|  | Helioceratops   |
|  |                 |
|  | Archaeoceratops |
|  |                 |

|  | Koreaceratops                                                      |
|  |                                                                    |
|  | \| \| Leptoceratopsidae \| \| \| \| \| \| Coronosauria \| \| \| \| |
|  |                                                                    |
|  | Leptoceratopsidae                                                  |
|  |                                                                    |
|  | Coronosauria                                                       |
|  |                                                                    |

|  | Leptoceratopsidae |
|  |                   |
|  | Coronosauria      |
|  |                   |

|  | Helioceratops   |
|  |                 |
|  | Archaeoceratops |
|  |                 |

|  | Koreaceratops                                                      |
|  |                                                                    |
|  | \| \| Leptoceratopsidae \| \| \| \| \| \| Coronosauria \| \| \| \| |
|  |                                                                    |
|  | Leptoceratopsidae                                                  |
|  |                                                                    |
|  | Coronosauria                                                       |
|  |                                                                    |

|  | Leptoceratopsidae |
|  |                   |
|  | Coronosauria      |
|  |                   |

|  | Auroraceratops |
|  |                |
|  | Yamaceratops   |
|  |                |

|  | Helioceratops   |
|  |                 |
|  | Archaeoceratops |
|  |                 |

|  | Koreaceratops                                                      |
|  |                                                                    |
|  | \| \| Leptoceratopsidae \| \| \| \| \| \| Coronosauria \| \| \| \| |
|  |                                                                    |
|  | Leptoceratopsidae                                                  |
|  |                                                                    |
|  | Coronosauria                                                       |
|  |                                                                    |

|  | Leptoceratopsidae |
|  |                   |
|  | Coronosauria      |
|  |                   |

|  | Helioceratops   |
|  |                 |
|  | Archaeoceratops |
|  |                 |

|  | Koreaceratops                                                      |
|  |                                                                    |
|  | \| \| Leptoceratopsidae \| \| \| \| \| \| Coronosauria \| \| \| \| |
|  |                                                                    |
|  | Leptoceratopsidae                                                  |
|  |                                                                    |
|  | Coronosauria                                                       |
|  |                                                                    |

|  | Leptoceratopsidae |
|  |                   |
|  | Coronosauria      |
|  |                   |

|  | P. sinensis     |
|  |                 |
|  | P. mongoliensis |
|  |                 |

|  | Auroraceratops |
|  |                |
|  | Yamaceratops   |
|  |                |

|  | Helioceratops   |
|  |                 |
|  | Archaeoceratops |
|  |                 |

|  | Koreaceratops                                                      |
|  |                                                                    |
|  | \| \| Leptoceratopsidae \| \| \| \| \| \| Coronosauria \| \| \| \| |
|  |                                                                    |
|  | Leptoceratopsidae                                                  |
|  |                                                                    |
|  | Coronosauria                                                       |
|  |                                                                    |

|  | Leptoceratopsidae |
|  |                   |
|  | Coronosauria      |
|  |                   |

|  | Helioceratops   |
|  |                 |
|  | Archaeoceratops |
|  |                 |

|  | Koreaceratops                                                      |
|  |                                                                    |
|  | \| \| Leptoceratopsidae \| \| \| \| \| \| Coronosauria \| \| \| \| |
|  |                                                                    |
|  | Leptoceratopsidae                                                  |
|  |                                                                    |
|  | Coronosauria                                                       |
|  |                                                                    |

|  | Leptoceratopsidae |
|  |                   |
|  | Coronosauria      |
|  |                   |

|  | Auroraceratops |
|  |                |
|  | Yamaceratops   |
|  |                |

|  | Helioceratops   |
|  |                 |
|  | Archaeoceratops |
|  |                 |

|  | Koreaceratops                                                      |
|  |                                                                    |
|  | \| \| Leptoceratopsidae \| \| \| \| \| \| Coronosauria \| \| \| \| |
|  |                                                                    |
|  | Leptoceratopsidae                                                  |
|  |                                                                    |
|  | Coronosauria                                                       |
|  |                                                                    |

|  | Leptoceratopsidae |
|  |                   |
|  | Coronosauria      |
|  |                   |

|  | Helioceratops   |
|  |                 |
|  | Archaeoceratops |
|  |                 |

|  | Koreaceratops                                                      |
|  |                                                                    |
|  | \| \| Leptoceratopsidae \| \| \| \| \| \| Coronosauria \| \| \| \| |
|  |                                                                    |
|  | Leptoceratopsidae                                                  |
|  |                                                                    |
|  | Coronosauria                                                       |
|  |                                                                    |

|  | Leptoceratopsidae |
|  |                   |
|  | Coronosauria      |
|  |                   |

|  | Auroraceratops |
|  |                |
|  | Yamaceratops   |
|  |                |

|  | Helioceratops   |
|  |                 |
|  | Archaeoceratops |
|  |                 |

|  | Koreaceratops                                                      |
|  |                                                                    |
|  | \| \| Leptoceratopsidae \| \| \| \| \| \| Coronosauria \| \| \| \| |
|  |                                                                    |
|  | Leptoceratopsidae                                                  |
|  |                                                                    |
|  | Coronosauria                                                       |
|  |                                                                    |

|  | Leptoceratopsidae |
|  |                   |
|  | Coronosauria      |
|  |                   |

|  | Helioceratops   |
|  |                 |
|  | Archaeoceratops |
|  |                 |

|  | Koreaceratops                                                      |
|  |                                                                    |
|  | \| \| Leptoceratopsidae \| \| \| \| \| \| Coronosauria \| \| \| \| |
|  |                                                                    |
|  | Leptoceratopsidae                                                  |
|  |                                                                    |
|  | Coronosauria                                                       |
|  |                                                                    |

|  | Leptoceratopsidae |
|  |                   |
|  | Coronosauria      |
|  |                   |

|  | Auroraceratops |
|  |                |
|  | Yamaceratops   |
|  |                |

|  | Helioceratops   |
|  |                 |
|  | Archaeoceratops |
|  |                 |

|  | Koreaceratops                                                      |
|  |                                                                    |
|  | \| \| Leptoceratopsidae \| \| \| \| \| \| Coronosauria \| \| \| \| |
|  |                                                                    |
|  | Leptoceratopsidae                                                  |
|  |                                                                    |
|  | Coronosauria                                                       |
|  |                                                                    |

|  | Leptoceratopsidae |
|  |                   |
|  | Coronosauria      |
|  |                   |

|  | Helioceratops   |
|  |                 |
|  | Archaeoceratops |
|  |                 |

|  | Koreaceratops                                                      |
|  |                                                                    |
|  | \| \| Leptoceratopsidae \| \| \| \| \| \| Coronosauria \| \| \| \| |
|  |                                                                    |
|  | Leptoceratopsidae                                                  |
|  |                                                                    |
|  | Coronosauria                                                       |
|  |                                                                    |

|  | Leptoceratopsidae |
|  |                   |
|  | Coronosauria      |
|  |                   |

|  | Auroraceratops |
|  |                |
|  | Yamaceratops   |
|  |                |

|  | Helioceratops   |
|  |                 |
|  | Archaeoceratops |
|  |                 |

|  | Koreaceratops                                                      |
|  |                                                                    |
|  | \| \| Leptoceratopsidae \| \| \| \| \| \| Coronosauria \| \| \| \| |
|  |                                                                    |
|  | Leptoceratopsidae                                                  |
|  |                                                                    |
|  | Coronosauria                                                       |
|  |                                                                    |

|  | Leptoceratopsidae |
|  |                   |
|  | Coronosauria      |
|  |                   |

|  | Helioceratops   |
|  |                 |
|  | Archaeoceratops |
|  |                 |

|  | Koreaceratops                                                      |
|  |                                                                    |
|  | \| \| Leptoceratopsidae \| \| \| \| \| \| Coronosauria \| \| \| \| |
|  |                                                                    |
|  | Leptoceratopsidae                                                  |
|  |                                                                    |
|  | Coronosauria                                                       |
|  |                                                                    |

|  | Leptoceratopsidae |
|  |                   |
|  | Coronosauria      |
|  |                   |

|  | Auroraceratops |
|  |                |
|  | Yamaceratops   |
|  |                |

|  | Helioceratops   |
|  |                 |
|  | Archaeoceratops |
|  |                 |

|  | Koreaceratops                                                      |
|  |                                                                    |
|  | \| \| Leptoceratopsidae \| \| \| \| \| \| Coronosauria \| \| \| \| |
|  |                                                                    |
|  | Leptoceratopsidae                                                  |
|  |                                                                    |
|  | Coronosauria                                                       |
|  |                                                                    |

|  | Leptoceratopsidae |
|  |                   |
|  | Coronosauria      |
|  |                   |

|  | Helioceratops   |
|  |                 |
|  | Archaeoceratops |
|  |                 |

|  | Koreaceratops                                                      |
|  |                                                                    |
|  | \| \| Leptoceratopsidae \| \| \| \| \| \| Coronosauria \| \| \| \| |
|  |                                                                    |
|  | Leptoceratopsidae                                                  |
|  |                                                                    |
|  | Coronosauria                                                       |
|  |                                                                    |

|  | Leptoceratopsidae |
|  |                   |
|  | Coronosauria      |
|  |                   |

|  | Auroraceratops |
|  |                |
|  | Yamaceratops   |
|  |                |

|  | Helioceratops   |
|  |                 |
|  | Archaeoceratops |
|  |                 |

|  | Koreaceratops                                                      |
|  |                                                                    |
|  | \| \| Leptoceratopsidae \| \| \| \| \| \| Coronosauria \| \| \| \| |
|  |                                                                    |
|  | Leptoceratopsidae                                                  |
|  |                                                                    |
|  | Coronosauria                                                       |
|  |                                                                    |

|  | Leptoceratopsidae |
|  |                   |
|  | Coronosauria      |
|  |                   |

|  | Helioceratops   |
|  |                 |
|  | Archaeoceratops |
|  |                 |

|  | Koreaceratops                                                      |
|  |                                                                    |
|  | \| \| Leptoceratopsidae \| \| \| \| \| \| Coronosauria \| \| \| \| |
|  |                                                                    |
|  | Leptoceratopsidae                                                  |
|  |                                                                    |
|  | Coronosauria                                                       |
|  |                                                                    |

|  | Leptoceratopsidae |
|  |                   |
|  | Coronosauria      |
|  |                   |

|  | Auroraceratops |
|  |                |
|  | Yamaceratops   |
|  |                |

|  | Helioceratops   |
|  |                 |
|  | Archaeoceratops |
|  |                 |

|  | Koreaceratops                                                      |
|  |                                                                    |
|  | \| \| Leptoceratopsidae \| \| \| \| \| \| Coronosauria \| \| \| \| |
|  |                                                                    |
|  | Leptoceratopsidae                                                  |
|  |                                                                    |
|  | Coronosauria                                                       |
|  |                                                                    |

|  | Leptoceratopsidae |
|  |                   |
|  | Coronosauria      |
|  |                   |

|  | Helioceratops   |
|  |                 |
|  | Archaeoceratops |
|  |                 |

|  | Koreaceratops                                                      |
|  |                                                                    |
|  | \| \| Leptoceratopsidae \| \| \| \| \| \| Coronosauria \| \| \| \| |
|  |                                                                    |
|  | Leptoceratopsidae                                                  |
|  |                                                                    |
|  | Coronosauria                                                       |
|  |                                                                    |

|  | Leptoceratopsidae |
|  |                   |
|  | Coronosauria      |
|  |                   |

|  | Xuanhuaceratops |
|  |                 |
|  | Chaoyangsaurus  |
|  |                 |

|  | P. sinensis     |
|  |                 |
|  | P. mongoliensis |
|  |                 |

|  | Auroraceratops |
|  |                |
|  | Yamaceratops   |
|  |                |

|  | Helioceratops   |
|  |                 |
|  | Archaeoceratops |
|  |                 |

|  | Koreaceratops                                                      |
|  |                                                                    |
|  | \| \| Leptoceratopsidae \| \| \| \| \| \| Coronosauria \| \| \| \| |
|  |                                                                    |
|  | Leptoceratopsidae                                                  |
|  |                                                                    |
|  | Coronosauria                                                       |
|  |                                                                    |

|  | Leptoceratopsidae |
|  |                   |
|  | Coronosauria      |
|  |                   |

|  | Helioceratops   |
|  |                 |
|  | Archaeoceratops |
|  |                 |

|  | Koreaceratops                                                      |
|  |                                                                    |
|  | \| \| Leptoceratopsidae \| \| \| \| \| \| Coronosauria \| \| \| \| |
|  |                                                                    |
|  | Leptoceratopsidae                                                  |
|  |                                                                    |
|  | Coronosauria                                                       |
|  |                                                                    |

|  | Leptoceratopsidae |
|  |                   |
|  | Coronosauria      |
|  |                   |

|  | Auroraceratops |
|  |                |
|  | Yamaceratops   |
|  |                |

|  | Helioceratops   |
|  |                 |
|  | Archaeoceratops |
|  |                 |

|  | Koreaceratops                                                      |
|  |                                                                    |
|  | \| \| Leptoceratopsidae \| \| \| \| \| \| Coronosauria \| \| \| \| |
|  |                                                                    |
|  | Leptoceratopsidae                                                  |
|  |                                                                    |
|  | Coronosauria                                                       |
|  |                                                                    |

|  | Leptoceratopsidae |
|  |                   |
|  | Coronosauria      |
|  |                   |

|  | Helioceratops   |
|  |                 |
|  | Archaeoceratops |
|  |                 |

|  | Koreaceratops                                                      |
|  |                                                                    |
|  | \| \| Leptoceratopsidae \| \| \| \| \| \| Coronosauria \| \| \| \| |
|  |                                                                    |
|  | Leptoceratopsidae                                                  |
|  |                                                                    |
|  | Coronosauria                                                       |
|  |                                                                    |

|  | Leptoceratopsidae |
|  |                   |
|  | Coronosauria      |
|  |                   |

|  | Auroraceratops |
|  |                |
|  | Yamaceratops   |
|  |                |

|  | Helioceratops   |
|  |                 |
|  | Archaeoceratops |
|  |                 |

|  | Koreaceratops                                                      |
|  |                                                                    |
|  | \| \| Leptoceratopsidae \| \| \| \| \| \| Coronosauria \| \| \| \| |
|  |                                                                    |
|  | Leptoceratopsidae                                                  |
|  |                                                                    |
|  | Coronosauria                                                       |
|  |                                                                    |

|  | Leptoceratopsidae |
|  |                   |
|  | Coronosauria      |
|  |                   |

|  | Helioceratops   |
|  |                 |
|  | Archaeoceratops |
|  |                 |

|  | Koreaceratops                                                      |
|  |                                                                    |
|  | \| \| Leptoceratopsidae \| \| \| \| \| \| Coronosauria \| \| \| \| |
|  |                                                                    |
|  | Leptoceratopsidae                                                  |
|  |                                                                    |
|  | Coronosauria                                                       |
|  |                                                                    |

|  | Leptoceratopsidae |
|  |                   |
|  | Coronosauria      |
|  |                   |

|  | Auroraceratops |
|  |                |
|  | Yamaceratops   |
|  |                |

|  | Helioceratops   |
|  |                 |
|  | Archaeoceratops |
|  |                 |

|  | Koreaceratops                                                      |
|  |                                                                    |
|  | \| \| Leptoceratopsidae \| \| \| \| \| \| Coronosauria \| \| \| \| |
|  |                                                                    |
|  | Leptoceratopsidae                                                  |
|  |                                                                    |
|  | Coronosauria                                                       |
|  |                                                                    |

|  | Leptoceratopsidae |
|  |                   |
|  | Coronosauria      |
|  |                   |

|  | Helioceratops   |
|  |                 |
|  | Archaeoceratops |
|  |                 |

|  | Koreaceratops                                                      |
|  |                                                                    |
|  | \| \| Leptoceratopsidae \| \| \| \| \| \| Coronosauria \| \| \| \| |
|  |                                                                    |
|  | Leptoceratopsidae                                                  |
|  |                                                                    |
|  | Coronosauria                                                       |
|  |                                                                    |

|  | Leptoceratopsidae |
|  |                   |
|  | Coronosauria      |
|  |                   |

|  | Auroraceratops |
|  |                |
|  | Yamaceratops   |
|  |                |

|  | Helioceratops   |
|  |                 |
|  | Archaeoceratops |
|  |                 |

|  | Koreaceratops                                                      |
|  |                                                                    |
|  | \| \| Leptoceratopsidae \| \| \| \| \| \| Coronosauria \| \| \| \| |
|  |                                                                    |
|  | Leptoceratopsidae                                                  |
|  |                                                                    |
|  | Coronosauria                                                       |
|  |                                                                    |

|  | Leptoceratopsidae |
|  |                   |
|  | Coronosauria      |
|  |                   |

|  | Helioceratops   |
|  |                 |
|  | Archaeoceratops |
|  |                 |

|  | Koreaceratops                                                      |
|  |                                                                    |
|  | \| \| Leptoceratopsidae \| \| \| \| \| \| Coronosauria \| \| \| \| |
|  |                                                                    |
|  | Leptoceratopsidae                                                  |
|  |                                                                    |
|  | Coronosauria                                                       |
|  |                                                                    |

|  | Leptoceratopsidae |
|  |                   |
|  | Coronosauria      |
|  |                   |

|  | Auroraceratops |
|  |                |
|  | Yamaceratops   |
|  |                |

|  | Helioceratops   |
|  |                 |
|  | Archaeoceratops |
|  |                 |

|  | Koreaceratops                                                      |
|  |                                                                    |
|  | \| \| Leptoceratopsidae \| \| \| \| \| \| Coronosauria \| \| \| \| |
|  |                                                                    |
|  | Leptoceratopsidae                                                  |
|  |                                                                    |
|  | Coronosauria                                                       |
|  |                                                                    |

|  | Leptoceratopsidae |
|  |                   |
|  | Coronosauria      |
|  |                   |

|  | Helioceratops   |
|  |                 |
|  | Archaeoceratops |
|  |                 |

|  | Koreaceratops                                                      |
|  |                                                                    |
|  | \| \| Leptoceratopsidae \| \| \| \| \| \| Coronosauria \| \| \| \| |
|  |                                                                    |
|  | Leptoceratopsidae                                                  |
|  |                                                                    |
|  | Coronosauria                                                       |
|  |                                                                    |

|  | Leptoceratopsidae |
|  |                   |
|  | Coronosauria      |
|  |                   |

|  | Auroraceratops |
|  |                |
|  | Yamaceratops   |
|  |                |

|  | Helioceratops   |
|  |                 |
|  | Archaeoceratops |
|  |                 |

|  | Koreaceratops                                                      |
|  |                                                                    |
|  | \| \| Leptoceratopsidae \| \| \| \| \| \| Coronosauria \| \| \| \| |
|  |                                                                    |
|  | Leptoceratopsidae                                                  |
|  |                                                                    |
|  | Coronosauria                                                       |
|  |                                                                    |

|  | Leptoceratopsidae |
|  |                   |
|  | Coronosauria      |
|  |                   |

|  | Helioceratops   |
|  |                 |
|  | Archaeoceratops |
|  |                 |

|  | Koreaceratops                                                      |
|  |                                                                    |
|  | \| \| Leptoceratopsidae \| \| \| \| \| \| Coronosauria \| \| \| \| |
|  |                                                                    |
|  | Leptoceratopsidae                                                  |
|  |                                                                    |
|  | Coronosauria                                                       |
|  |                                                                    |

|  | Leptoceratopsidae |
|  |                   |
|  | Coronosauria      |
|  |                   |

|  | Auroraceratops |
|  |                |
|  | Yamaceratops   |
|  |                |

|  | Helioceratops   |
|  |                 |
|  | Archaeoceratops |
|  |                 |

|  | Koreaceratops                                                      |
|  |                                                                    |
|  | \| \| Leptoceratopsidae \| \| \| \| \| \| Coronosauria \| \| \| \| |
|  |                                                                    |
|  | Leptoceratopsidae                                                  |
|  |                                                                    |
|  | Coronosauria                                                       |
|  |                                                                    |

|  | Leptoceratopsidae |
|  |                   |
|  | Coronosauria      |
|  |                   |

|  | Helioceratops   |
|  |                 |
|  | Archaeoceratops |
|  |                 |

|  | Koreaceratops                                                      |
|  |                                                                    |
|  | \| \| Leptoceratopsidae \| \| \| \| \| \| Coronosauria \| \| \| \| |
|  |                                                                    |
|  | Leptoceratopsidae                                                  |
|  |                                                                    |
|  | Coronosauria                                                       |
|  |                                                                    |

|  | Leptoceratopsidae |
|  |                   |
|  | Coronosauria      |
|  |                   |

|  | P. sinensis     |
|  |                 |
|  | P. mongoliensis |
|  |                 |

|  | Auroraceratops |
|  |                |
|  | Yamaceratops   |
|  |                |

|  | Helioceratops   |
|  |                 |
|  | Archaeoceratops |
|  |                 |

|  | Koreaceratops                                                      |
|  |                                                                    |
|  | \| \| Leptoceratopsidae \| \| \| \| \| \| Coronosauria \| \| \| \| |
|  |                                                                    |
|  | Leptoceratopsidae                                                  |
|  |                                                                    |
|  | Coronosauria                                                       |
|  |                                                                    |

|  | Leptoceratopsidae |
|  |                   |
|  | Coronosauria      |
|  |                   |

|  | Helioceratops   |
|  |                 |
|  | Archaeoceratops |
|  |                 |

|  | Koreaceratops                                                      |
|  |                                                                    |
|  | \| \| Leptoceratopsidae \| \| \| \| \| \| Coronosauria \| \| \| \| |
|  |                                                                    |
|  | Leptoceratopsidae                                                  |
|  |                                                                    |
|  | Coronosauria                                                       |
|  |                                                                    |

|  | Leptoceratopsidae |
|  |                   |
|  | Coronosauria      |
|  |                   |

|  | Auroraceratops |
|  |                |
|  | Yamaceratops   |
|  |                |

|  | Helioceratops   |
|  |                 |
|  | Archaeoceratops |
|  |                 |

|  | Koreaceratops                                                      |
|  |                                                                    |
|  | \| \| Leptoceratopsidae \| \| \| \| \| \| Coronosauria \| \| \| \| |
|  |                                                                    |
|  | Leptoceratopsidae                                                  |
|  |                                                                    |
|  | Coronosauria                                                       |
|  |                                                                    |

|  | Leptoceratopsidae |
|  |                   |
|  | Coronosauria      |
|  |                   |

|  | Helioceratops   |
|  |                 |
|  | Archaeoceratops |
|  |                 |

|  | Koreaceratops                                                      |
|  |                                                                    |
|  | \| \| Leptoceratopsidae \| \| \| \| \| \| Coronosauria \| \| \| \| |
|  |                                                                    |
|  | Leptoceratopsidae                                                  |
|  |                                                                    |
|  | Coronosauria                                                       |
|  |                                                                    |

|  | Leptoceratopsidae |
|  |                   |
|  | Coronosauria      |
|  |                   |

|  | Auroraceratops |
|  |                |
|  | Yamaceratops   |
|  |                |

|  | Helioceratops   |
|  |                 |
|  | Archaeoceratops |
|  |                 |

|  | Koreaceratops                                                      |
|  |                                                                    |
|  | \| \| Leptoceratopsidae \| \| \| \| \| \| Coronosauria \| \| \| \| |
|  |                                                                    |
|  | Leptoceratopsidae                                                  |
|  |                                                                    |
|  | Coronosauria                                                       |
|  |                                                                    |

|  | Leptoceratopsidae |
|  |                   |
|  | Coronosauria      |
|  |                   |

|  | Helioceratops   |
|  |                 |
|  | Archaeoceratops |
|  |                 |

|  | Koreaceratops                                                      |
|  |                                                                    |
|  | \| \| Leptoceratopsidae \| \| \| \| \| \| Coronosauria \| \| \| \| |
|  |                                                                    |
|  | Leptoceratopsidae                                                  |
|  |                                                                    |
|  | Coronosauria                                                       |
|  |                                                                    |

|  | Leptoceratopsidae |
|  |                   |
|  | Coronosauria      |
|  |                   |

|  | Auroraceratops |
|  |                |
|  | Yamaceratops   |
|  |                |

|  | Helioceratops   |
|  |                 |
|  | Archaeoceratops |
|  |                 |

|  | Koreaceratops                                                      |
|  |                                                                    |
|  | \| \| Leptoceratopsidae \| \| \| \| \| \| Coronosauria \| \| \| \| |
|  |                                                                    |
|  | Leptoceratopsidae                                                  |
|  |                                                                    |
|  | Coronosauria                                                       |
|  |                                                                    |

|  | Leptoceratopsidae |
|  |                   |
|  | Coronosauria      |
|  |                   |

|  | Helioceratops   |
|  |                 |
|  | Archaeoceratops |
|  |                 |

|  | Koreaceratops                                                      |
|  |                                                                    |
|  | \| \| Leptoceratopsidae \| \| \| \| \| \| Coronosauria \| \| \| \| |
|  |                                                                    |
|  | Leptoceratopsidae                                                  |
|  |                                                                    |
|  | Coronosauria                                                       |
|  |                                                                    |

|  | Leptoceratopsidae |
|  |                   |
|  | Coronosauria      |
|  |                   |

|  | Auroraceratops |
|  |                |
|  | Yamaceratops   |
|  |                |

|  | Helioceratops   |
|  |                 |
|  | Archaeoceratops |
|  |                 |

|  | Koreaceratops                                                      |
|  |                                                                    |
|  | \| \| Leptoceratopsidae \| \| \| \| \| \| Coronosauria \| \| \| \| |
|  |                                                                    |
|  | Leptoceratopsidae                                                  |
|  |                                                                    |
|  | Coronosauria                                                       |
|  |                                                                    |

|  | Leptoceratopsidae |
|  |                   |
|  | Coronosauria      |
|  |                   |

|  | Helioceratops   |
|  |                 |
|  | Archaeoceratops |
|  |                 |

|  | Koreaceratops                                                      |
|  |                                                                    |
|  | \| \| Leptoceratopsidae \| \| \| \| \| \| Coronosauria \| \| \| \| |
|  |                                                                    |
|  | Leptoceratopsidae                                                  |
|  |                                                                    |
|  | Coronosauria                                                       |
|  |                                                                    |

|  | Leptoceratopsidae |
|  |                   |
|  | Coronosauria      |
|  |                   |

|  | Auroraceratops |
|  |                |
|  | Yamaceratops   |
|  |                |

|  | Helioceratops   |
|  |                 |
|  | Archaeoceratops |
|  |                 |

|  | Koreaceratops                                                      |
|  |                                                                    |
|  | \| \| Leptoceratopsidae \| \| \| \| \| \| Coronosauria \| \| \| \| |
|  |                                                                    |
|  | Leptoceratopsidae                                                  |
|  |                                                                    |
|  | Coronosauria                                                       |
|  |                                                                    |

|  | Leptoceratopsidae |
|  |                   |
|  | Coronosauria      |
|  |                   |

|  | Helioceratops   |
|  |                 |
|  | Archaeoceratops |
|  |                 |

|  | Koreaceratops                                                      |
|  |                                                                    |
|  | \| \| Leptoceratopsidae \| \| \| \| \| \| Coronosauria \| \| \| \| |
|  |                                                                    |
|  | Leptoceratopsidae                                                  |
|  |                                                                    |
|  | Coronosauria                                                       |
|  |                                                                    |

|  | Leptoceratopsidae |
|  |                   |
|  | Coronosauria      |
|  |                   |

|  | Auroraceratops |
|  |                |
|  | Yamaceratops   |
|  |                |

|  | Helioceratops   |
|  |                 |
|  | Archaeoceratops |
|  |                 |

|  | Koreaceratops                                                      |
|  |                                                                    |
|  | \| \| Leptoceratopsidae \| \| \| \| \| \| Coronosauria \| \| \| \| |
|  |                                                                    |
|  | Leptoceratopsidae                                                  |
|  |                                                                    |
|  | Coronosauria                                                       |
|  |                                                                    |

|  | Leptoceratopsidae |
|  |                   |
|  | Coronosauria      |
|  |                   |

|  | Helioceratops   |
|  |                 |
|  | Archaeoceratops |
|  |                 |

|  | Koreaceratops                                                      |
|  |                                                                    |
|  | \| \| Leptoceratopsidae \| \| \| \| \| \| Coronosauria \| \| \| \| |
|  |                                                                    |
|  | Leptoceratopsidae                                                  |
|  |                                                                    |
|  | Coronosauria                                                       |
|  |                                                                    |

|  | Leptoceratopsidae |
|  |                   |
|  | Coronosauria      |
|  |                   |

|  | Auroraceratops |
|  |                |
|  | Yamaceratops   |
|  |                |

|  | Helioceratops   |
|  |                 |
|  | Archaeoceratops |
|  |                 |

|  | Koreaceratops                                                      |
|  |                                                                    |
|  | \| \| Leptoceratopsidae \| \| \| \| \| \| Coronosauria \| \| \| \| |
|  |                                                                    |
|  | Leptoceratopsidae                                                  |
|  |                                                                    |
|  | Coronosauria                                                       |
|  |                                                                    |

|  | Leptoceratopsidae |
|  |                   |
|  | Coronosauria      |
|  |                   |

|  | Helioceratops   |
|  |                 |
|  | Archaeoceratops |
|  |                 |

|  | Koreaceratops                                                      |
|  |                                                                    |
|  | \| \| Leptoceratopsidae \| \| \| \| \| \| Coronosauria \| \| \| \| |
|  |                                                                    |
|  | Leptoceratopsidae                                                  |
|  |                                                                    |
|  | Coronosauria                                                       |
|  |                                                                    |

|  | Leptoceratopsidae |
|  |                   |
|  | Coronosauria      |
|  |                   |

|  | Xuanhuaceratops |
|  |                 |
|  | Chaoyangsaurus  |
|  |                 |

|  | P. sinensis     |
|  |                 |
|  | P. mongoliensis |
|  |                 |

|  | Auroraceratops |
|  |                |
|  | Yamaceratops   |
|  |                |

|  | Helioceratops   |
|  |                 |
|  | Archaeoceratops |
|  |                 |

|  | Koreaceratops                                                      |
|  |                                                                    |
|  | \| \| Leptoceratopsidae \| \| \| \| \| \| Coronosauria \| \| \| \| |
|  |                                                                    |
|  | Leptoceratopsidae                                                  |
|  |                                                                    |
|  | Coronosauria                                                       |
|  |                                                                    |

|  | Leptoceratopsidae |
|  |                   |
|  | Coronosauria      |
|  |                   |

|  | Helioceratops   |
|  |                 |
|  | Archaeoceratops |
|  |                 |

|  | Koreaceratops                                                      |
|  |                                                                    |
|  | \| \| Leptoceratopsidae \| \| \| \| \| \| Coronosauria \| \| \| \| |
|  |                                                                    |
|  | Leptoceratopsidae                                                  |
|  |                                                                    |
|  | Coronosauria                                                       |
|  |                                                                    |

|  | Leptoceratopsidae |
|  |                   |
|  | Coronosauria      |
|  |                   |

|  | Auroraceratops |
|  |                |
|  | Yamaceratops   |
|  |                |

|  | Helioceratops   |
|  |                 |
|  | Archaeoceratops |
|  |                 |

|  | Koreaceratops                                                      |
|  |                                                                    |
|  | \| \| Leptoceratopsidae \| \| \| \| \| \| Coronosauria \| \| \| \| |
|  |                                                                    |
|  | Leptoceratopsidae                                                  |
|  |                                                                    |
|  | Coronosauria                                                       |
|  |                                                                    |

|  | Leptoceratopsidae |
|  |                   |
|  | Coronosauria      |
|  |                   |

|  | Helioceratops   |
|  |                 |
|  | Archaeoceratops |
|  |                 |

|  | Koreaceratops                                                      |
|  |                                                                    |
|  | \| \| Leptoceratopsidae \| \| \| \| \| \| Coronosauria \| \| \| \| |
|  |                                                                    |
|  | Leptoceratopsidae                                                  |
|  |                                                                    |
|  | Coronosauria                                                       |
|  |                                                                    |

|  | Leptoceratopsidae |
|  |                   |
|  | Coronosauria      |
|  |                   |

|  | Auroraceratops |
|  |                |
|  | Yamaceratops   |
|  |                |

|  | Helioceratops   |
|  |                 |
|  | Archaeoceratops |
|  |                 |

|  | Koreaceratops                                                      |
|  |                                                                    |
|  | \| \| Leptoceratopsidae \| \| \| \| \| \| Coronosauria \| \| \| \| |
|  |                                                                    |
|  | Leptoceratopsidae                                                  |
|  |                                                                    |
|  | Coronosauria                                                       |
|  |                                                                    |

|  | Leptoceratopsidae |
|  |                   |
|  | Coronosauria      |
|  |                   |

|  | Helioceratops   |
|  |                 |
|  | Archaeoceratops |
|  |                 |

|  | Koreaceratops                                                      |
|  |                                                                    |
|  | \| \| Leptoceratopsidae \| \| \| \| \| \| Coronosauria \| \| \| \| |
|  |                                                                    |
|  | Leptoceratopsidae                                                  |
|  |                                                                    |
|  | Coronosauria                                                       |
|  |                                                                    |

|  | Leptoceratopsidae |
|  |                   |
|  | Coronosauria      |
|  |                   |

|  | Auroraceratops |
|  |                |
|  | Yamaceratops   |
|  |                |

|  | Helioceratops   |
|  |                 |
|  | Archaeoceratops |
|  |                 |

|  | Koreaceratops                                                      |
|  |                                                                    |
|  | \| \| Leptoceratopsidae \| \| \| \| \| \| Coronosauria \| \| \| \| |
|  |                                                                    |
|  | Leptoceratopsidae                                                  |
|  |                                                                    |
|  | Coronosauria                                                       |
|  |                                                                    |

|  | Leptoceratopsidae |
|  |                   |
|  | Coronosauria      |
|  |                   |

|  | Helioceratops   |
|  |                 |
|  | Archaeoceratops |
|  |                 |

|  | Koreaceratops                                                      |
|  |                                                                    |
|  | \| \| Leptoceratopsidae \| \| \| \| \| \| Coronosauria \| \| \| \| |
|  |                                                                    |
|  | Leptoceratopsidae                                                  |
|  |                                                                    |
|  | Coronosauria                                                       |
|  |                                                                    |

|  | Leptoceratopsidae |
|  |                   |
|  | Coronosauria      |
|  |                   |

|  | Auroraceratops |
|  |                |
|  | Yamaceratops   |
|  |                |

|  | Helioceratops   |
|  |                 |
|  | Archaeoceratops |
|  |                 |

|  | Koreaceratops                                                      |
|  |                                                                    |
|  | \| \| Leptoceratopsidae \| \| \| \| \| \| Coronosauria \| \| \| \| |
|  |                                                                    |
|  | Leptoceratopsidae                                                  |
|  |                                                                    |
|  | Coronosauria                                                       |
|  |                                                                    |

|  | Leptoceratopsidae |
|  |                   |
|  | Coronosauria      |
|  |                   |

|  | Helioceratops   |
|  |                 |
|  | Archaeoceratops |
|  |                 |

|  | Koreaceratops                                                      |
|  |                                                                    |
|  | \| \| Leptoceratopsidae \| \| \| \| \| \| Coronosauria \| \| \| \| |
|  |                                                                    |
|  | Leptoceratopsidae                                                  |
|  |                                                                    |
|  | Coronosauria                                                       |
|  |                                                                    |

|  | Leptoceratopsidae |
|  |                   |
|  | Coronosauria      |
|  |                   |

|  | Auroraceratops |
|  |                |
|  | Yamaceratops   |
|  |                |

|  | Helioceratops   |
|  |                 |
|  | Archaeoceratops |
|  |                 |

|  | Koreaceratops                                                      |
|  |                                                                    |
|  | \| \| Leptoceratopsidae \| \| \| \| \| \| Coronosauria \| \| \| \| |
|  |                                                                    |
|  | Leptoceratopsidae                                                  |
|  |                                                                    |
|  | Coronosauria                                                       |
|  |                                                                    |

|  | Leptoceratopsidae |
|  |                   |
|  | Coronosauria      |
|  |                   |

|  | Helioceratops   |
|  |                 |
|  | Archaeoceratops |
|  |                 |

|  | Koreaceratops                                                      |
|  |                                                                    |
|  | \| \| Leptoceratopsidae \| \| \| \| \| \| Coronosauria \| \| \| \| |
|  |                                                                    |
|  | Leptoceratopsidae                                                  |
|  |                                                                    |
|  | Coronosauria                                                       |
|  |                                                                    |

|  | Leptoceratopsidae |
|  |                   |
|  | Coronosauria      |
|  |                   |

|  | Auroraceratops |
|  |                |
|  | Yamaceratops   |
|  |                |

|  | Helioceratops   |
|  |                 |
|  | Archaeoceratops |
|  |                 |

|  | Koreaceratops                                                      |
|  |                                                                    |
|  | \| \| Leptoceratopsidae \| \| \| \| \| \| Coronosauria \| \| \| \| |
|  |                                                                    |
|  | Leptoceratopsidae                                                  |
|  |                                                                    |
|  | Coronosauria                                                       |
|  |                                                                    |

|  | Leptoceratopsidae |
|  |                   |
|  | Coronosauria      |
|  |                   |

|  | Helioceratops   |
|  |                 |
|  | Archaeoceratops |
|  |                 |

|  | Koreaceratops                                                      |
|  |                                                                    |
|  | \| \| Leptoceratopsidae \| \| \| \| \| \| Coronosauria \| \| \| \| |
|  |                                                                    |
|  | Leptoceratopsidae                                                  |
|  |                                                                    |
|  | Coronosauria                                                       |
|  |                                                                    |

|  | Leptoceratopsidae |
|  |                   |
|  | Coronosauria      |
|  |                   |

|  | Auroraceratops |
|  |                |
|  | Yamaceratops   |
|  |                |

|  | Helioceratops   |
|  |                 |
|  | Archaeoceratops |
|  |                 |

|  | Koreaceratops                                                      |
|  |                                                                    |
|  | \| \| Leptoceratopsidae \| \| \| \| \| \| Coronosauria \| \| \| \| |
|  |                                                                    |
|  | Leptoceratopsidae                                                  |
|  |                                                                    |
|  | Coronosauria                                                       |
|  |                                                                    |

|  | Leptoceratopsidae |
|  |                   |
|  | Coronosauria      |
|  |                   |

|  | Helioceratops   |
|  |                 |
|  | Archaeoceratops |
|  |                 |

|  | Koreaceratops                                                      |
|  |                                                                    |
|  | \| \| Leptoceratopsidae \| \| \| \| \| \| Coronosauria \| \| \| \| |
|  |                                                                    |
|  | Leptoceratopsidae                                                  |
|  |                                                                    |
|  | Coronosauria                                                       |
|  |                                                                    |

|  | Leptoceratopsidae |
|  |                   |
|  | Coronosauria      |
|  |                   |

|  | P. sinensis     |
|  |                 |
|  | P. mongoliensis |
|  |                 |

|  | Auroraceratops |
|  |                |
|  | Yamaceratops   |
|  |                |

|  | Helioceratops   |
|  |                 |
|  | Archaeoceratops |
|  |                 |

|  | Koreaceratops                                                      |
|  |                                                                    |
|  | \| \| Leptoceratopsidae \| \| \| \| \| \| Coronosauria \| \| \| \| |
|  |                                                                    |
|  | Leptoceratopsidae                                                  |
|  |                                                                    |
|  | Coronosauria                                                       |
|  |                                                                    |

|  | Leptoceratopsidae |
|  |                   |
|  | Coronosauria      |
|  |                   |

|  | Helioceratops   |
|  |                 |
|  | Archaeoceratops |
|  |                 |

|  | Koreaceratops                                                      |
|  |                                                                    |
|  | \| \| Leptoceratopsidae \| \| \| \| \| \| Coronosauria \| \| \| \| |
|  |                                                                    |
|  | Leptoceratopsidae                                                  |
|  |                                                                    |
|  | Coronosauria                                                       |
|  |                                                                    |

|  | Leptoceratopsidae |
|  |                   |
|  | Coronosauria      |
|  |                   |

|  | Auroraceratops |
|  |                |
|  | Yamaceratops   |
|  |                |

|  | Helioceratops   |
|  |                 |
|  | Archaeoceratops |
|  |                 |

|  | Koreaceratops                                                      |
|  |                                                                    |
|  | \| \| Leptoceratopsidae \| \| \| \| \| \| Coronosauria \| \| \| \| |
|  |                                                                    |
|  | Leptoceratopsidae                                                  |
|  |                                                                    |
|  | Coronosauria                                                       |
|  |                                                                    |

|  | Leptoceratopsidae |
|  |                   |
|  | Coronosauria      |
|  |                   |

|  | Helioceratops   |
|  |                 |
|  | Archaeoceratops |
|  |                 |

|  | Koreaceratops                                                      |
|  |                                                                    |
|  | \| \| Leptoceratopsidae \| \| \| \| \| \| Coronosauria \| \| \| \| |
|  |                                                                    |
|  | Leptoceratopsidae                                                  |
|  |                                                                    |
|  | Coronosauria                                                       |
|  |                                                                    |

|  | Leptoceratopsidae |
|  |                   |
|  | Coronosauria      |
|  |                   |

|  | Auroraceratops |
|  |                |
|  | Yamaceratops   |
|  |                |

|  | Helioceratops   |
|  |                 |
|  | Archaeoceratops |
|  |                 |

|  | Koreaceratops                                                      |
|  |                                                                    |
|  | \| \| Leptoceratopsidae \| \| \| \| \| \| Coronosauria \| \| \| \| |
|  |                                                                    |
|  | Leptoceratopsidae                                                  |
|  |                                                                    |
|  | Coronosauria                                                       |
|  |                                                                    |

|  | Leptoceratopsidae |
|  |                   |
|  | Coronosauria      |
|  |                   |

|  | Helioceratops   |
|  |                 |
|  | Archaeoceratops |
|  |                 |

|  | Koreaceratops                                                      |
|  |                                                                    |
|  | \| \| Leptoceratopsidae \| \| \| \| \| \| Coronosauria \| \| \| \| |
|  |                                                                    |
|  | Leptoceratopsidae                                                  |
|  |                                                                    |
|  | Coronosauria                                                       |
|  |                                                                    |

|  | Leptoceratopsidae |
|  |                   |
|  | Coronosauria      |
|  |                   |

|  | Auroraceratops |
|  |                |
|  | Yamaceratops   |
|  |                |

|  | Helioceratops   |
|  |                 |
|  | Archaeoceratops |
|  |                 |

|  | Koreaceratops                                                      |
|  |                                                                    |
|  | \| \| Leptoceratopsidae \| \| \| \| \| \| Coronosauria \| \| \| \| |
|  |                                                                    |
|  | Leptoceratopsidae                                                  |
|  |                                                                    |
|  | Coronosauria                                                       |
|  |                                                                    |

|  | Leptoceratopsidae |
|  |                   |
|  | Coronosauria      |
|  |                   |

|  | Helioceratops   |
|  |                 |
|  | Archaeoceratops |
|  |                 |

|  | Koreaceratops                                                      |
|  |                                                                    |
|  | \| \| Leptoceratopsidae \| \| \| \| \| \| Coronosauria \| \| \| \| |
|  |                                                                    |
|  | Leptoceratopsidae                                                  |
|  |                                                                    |
|  | Coronosauria                                                       |
|  |                                                                    |

|  | Leptoceratopsidae |
|  |                   |
|  | Coronosauria      |
|  |                   |

|  | Auroraceratops |
|  |                |
|  | Yamaceratops   |
|  |                |

|  | Helioceratops   |
|  |                 |
|  | Archaeoceratops |
|  |                 |

|  | Koreaceratops                                                      |
|  |                                                                    |
|  | \| \| Leptoceratopsidae \| \| \| \| \| \| Coronosauria \| \| \| \| |
|  |                                                                    |
|  | Leptoceratopsidae                                                  |
|  |                                                                    |
|  | Coronosauria                                                       |
|  |                                                                    |

|  | Leptoceratopsidae |
|  |                   |
|  | Coronosauria      |
|  |                   |

|  | Helioceratops   |
|  |                 |
|  | Archaeoceratops |
|  |                 |

|  | Koreaceratops                                                      |
|  |                                                                    |
|  | \| \| Leptoceratopsidae \| \| \| \| \| \| Coronosauria \| \| \| \| |
|  |                                                                    |
|  | Leptoceratopsidae                                                  |
|  |                                                                    |
|  | Coronosauria                                                       |
|  |                                                                    |

|  | Leptoceratopsidae |
|  |                   |
|  | Coronosauria      |
|  |                   |

|  | Auroraceratops |
|  |                |
|  | Yamaceratops   |
|  |                |

|  | Helioceratops   |
|  |                 |
|  | Archaeoceratops |
|  |                 |

|  | Koreaceratops                                                      |
|  |                                                                    |
|  | \| \| Leptoceratopsidae \| \| \| \| \| \| Coronosauria \| \| \| \| |
|  |                                                                    |
|  | Leptoceratopsidae                                                  |
|  |                                                                    |
|  | Coronosauria                                                       |
|  |                                                                    |

|  | Leptoceratopsidae |
|  |                   |
|  | Coronosauria      |
|  |                   |

|  | Helioceratops   |
|  |                 |
|  | Archaeoceratops |
|  |                 |

|  | Koreaceratops                                                      |
|  |                                                                    |
|  | \| \| Leptoceratopsidae \| \| \| \| \| \| Coronosauria \| \| \| \| |
|  |                                                                    |
|  | Leptoceratopsidae                                                  |
|  |                                                                    |
|  | Coronosauria                                                       |
|  |                                                                    |

|  | Leptoceratopsidae |
|  |                   |
|  | Coronosauria      |
|  |                   |

|  | Auroraceratops |
|  |                |
|  | Yamaceratops   |
|  |                |

|  | Helioceratops   |
|  |                 |
|  | Archaeoceratops |
|  |                 |

|  | Koreaceratops                                                      |
|  |                                                                    |
|  | \| \| Leptoceratopsidae \| \| \| \| \| \| Coronosauria \| \| \| \| |
|  |                                                                    |
|  | Leptoceratopsidae                                                  |
|  |                                                                    |
|  | Coronosauria                                                       |
|  |                                                                    |

|  | Leptoceratopsidae |
|  |                   |
|  | Coronosauria      |
|  |                   |

|  | Helioceratops   |
|  |                 |
|  | Archaeoceratops |
|  |                 |

|  | Koreaceratops                                                      |
|  |                                                                    |
|  | \| \| Leptoceratopsidae \| \| \| \| \| \| Coronosauria \| \| \| \| |
|  |                                                                    |
|  | Leptoceratopsidae                                                  |
|  |                                                                    |
|  | Coronosauria                                                       |
|  |                                                                    |

|  | Leptoceratopsidae |
|  |                   |
|  | Coronosauria      |
|  |                   |

|  | Auroraceratops |
|  |                |
|  | Yamaceratops   |
|  |                |

|  | Helioceratops   |
|  |                 |
|  | Archaeoceratops |
|  |                 |

|  | Koreaceratops                                                      |
|  |                                                                    |
|  | \| \| Leptoceratopsidae \| \| \| \| \| \| Coronosauria \| \| \| \| |
|  |                                                                    |
|  | Leptoceratopsidae                                                  |
|  |                                                                    |
|  | Coronosauria                                                       |
|  |                                                                    |

|  | Leptoceratopsidae |
|  |                   |
|  | Coronosauria      |
|  |                   |

|  | Helioceratops   |
|  |                 |
|  | Archaeoceratops |
|  |                 |

|  | Koreaceratops                                                      |
|  |                                                                    |
|  | \| \| Leptoceratopsidae \| \| \| \| \| \| Coronosauria \| \| \| \| |
|  |                                                                    |
|  | Leptoceratopsidae                                                  |
|  |                                                                    |
|  | Coronosauria                                                       |
|  |                                                                    |

|  | Leptoceratopsidae |
|  |                   |
|  | Coronosauria      |
|  |                   |

|  | Xuanhuaceratops |
|  |                 |
|  | Chaoyangsaurus  |
|  |                 |

|  | P. sinensis     |
|  |                 |
|  | P. mongoliensis |
|  |                 |

|  | Auroraceratops |
|  |                |
|  | Yamaceratops   |
|  |                |

|  | Helioceratops   |
|  |                 |
|  | Archaeoceratops |
|  |                 |

|  | Koreaceratops                                                      |
|  |                                                                    |
|  | \| \| Leptoceratopsidae \| \| \| \| \| \| Coronosauria \| \| \| \| |
|  |                                                                    |
|  | Leptoceratopsidae                                                  |
|  |                                                                    |
|  | Coronosauria                                                       |
|  |                                                                    |

|  | Leptoceratopsidae |
|  |                   |
|  | Coronosauria      |
|  |                   |

|  | Helioceratops   |
|  |                 |
|  | Archaeoceratops |
|  |                 |

|  | Koreaceratops                                                      |
|  |                                                                    |
|  | \| \| Leptoceratopsidae \| \| \| \| \| \| Coronosauria \| \| \| \| |
|  |                                                                    |
|  | Leptoceratopsidae                                                  |
|  |                                                                    |
|  | Coronosauria                                                       |
|  |                                                                    |

|  | Leptoceratopsidae |
|  |                   |
|  | Coronosauria      |
|  |                   |

|  | Auroraceratops |
|  |                |
|  | Yamaceratops   |
|  |                |

|  | Helioceratops   |
|  |                 |
|  | Archaeoceratops |
|  |                 |

|  | Koreaceratops                                                      |
|  |                                                                    |
|  | \| \| Leptoceratopsidae \| \| \| \| \| \| Coronosauria \| \| \| \| |
|  |                                                                    |
|  | Leptoceratopsidae                                                  |
|  |                                                                    |
|  | Coronosauria                                                       |
|  |                                                                    |

|  | Leptoceratopsidae |
|  |                   |
|  | Coronosauria      |
|  |                   |

|  | Helioceratops   |
|  |                 |
|  | Archaeoceratops |
|  |                 |

|  | Koreaceratops                                                      |
|  |                                                                    |
|  | \| \| Leptoceratopsidae \| \| \| \| \| \| Coronosauria \| \| \| \| |
|  |                                                                    |
|  | Leptoceratopsidae                                                  |
|  |                                                                    |
|  | Coronosauria                                                       |
|  |                                                                    |

|  | Leptoceratopsidae |
|  |                   |
|  | Coronosauria      |
|  |                   |

|  | Auroraceratops |
|  |                |
|  | Yamaceratops   |
|  |                |

|  | Helioceratops   |
|  |                 |
|  | Archaeoceratops |
|  |                 |

|  | Koreaceratops                                                      |
|  |                                                                    |
|  | \| \| Leptoceratopsidae \| \| \| \| \| \| Coronosauria \| \| \| \| |
|  |                                                                    |
|  | Leptoceratopsidae                                                  |
|  |                                                                    |
|  | Coronosauria                                                       |
|  |                                                                    |

|  | Leptoceratopsidae |
|  |                   |
|  | Coronosauria      |
|  |                   |

|  | Helioceratops   |
|  |                 |
|  | Archaeoceratops |
|  |                 |

|  | Koreaceratops                                                      |
|  |                                                                    |
|  | \| \| Leptoceratopsidae \| \| \| \| \| \| Coronosauria \| \| \| \| |
|  |                                                                    |
|  | Leptoceratopsidae                                                  |
|  |                                                                    |
|  | Coronosauria                                                       |
|  |                                                                    |

|  | Leptoceratopsidae |
|  |                   |
|  | Coronosauria      |
|  |                   |

|  | Auroraceratops |
|  |                |
|  | Yamaceratops   |
|  |                |

|  | Helioceratops   |
|  |                 |
|  | Archaeoceratops |
|  |                 |

|  | Koreaceratops                                                      |
|  |                                                                    |
|  | \| \| Leptoceratopsidae \| \| \| \| \| \| Coronosauria \| \| \| \| |
|  |                                                                    |
|  | Leptoceratopsidae                                                  |
|  |                                                                    |
|  | Coronosauria                                                       |
|  |                                                                    |

|  | Leptoceratopsidae |
|  |                   |
|  | Coronosauria      |
|  |                   |

|  | Helioceratops   |
|  |                 |
|  | Archaeoceratops |
|  |                 |

|  | Koreaceratops                                                      |
|  |                                                                    |
|  | \| \| Leptoceratopsidae \| \| \| \| \| \| Coronosauria \| \| \| \| |
|  |                                                                    |
|  | Leptoceratopsidae                                                  |
|  |                                                                    |
|  | Coronosauria                                                       |
|  |                                                                    |

|  | Leptoceratopsidae |
|  |                   |
|  | Coronosauria      |
|  |                   |

|  | Auroraceratops |
|  |                |
|  | Yamaceratops   |
|  |                |

|  | Helioceratops   |
|  |                 |
|  | Archaeoceratops |
|  |                 |

|  | Koreaceratops                                                      |
|  |                                                                    |
|  | \| \| Leptoceratopsidae \| \| \| \| \| \| Coronosauria \| \| \| \| |
|  |                                                                    |
|  | Leptoceratopsidae                                                  |
|  |                                                                    |
|  | Coronosauria                                                       |
|  |                                                                    |

|  | Leptoceratopsidae |
|  |                   |
|  | Coronosauria      |
|  |                   |

|  | Helioceratops   |
|  |                 |
|  | Archaeoceratops |
|  |                 |

|  | Koreaceratops                                                      |
|  |                                                                    |
|  | \| \| Leptoceratopsidae \| \| \| \| \| \| Coronosauria \| \| \| \| |
|  |                                                                    |
|  | Leptoceratopsidae                                                  |
|  |                                                                    |
|  | Coronosauria                                                       |
|  |                                                                    |

|  | Leptoceratopsidae |
|  |                   |
|  | Coronosauria      |
|  |                   |

|  | Auroraceratops |
|  |                |
|  | Yamaceratops   |
|  |                |

|  | Helioceratops   |
|  |                 |
|  | Archaeoceratops |
|  |                 |

|  | Koreaceratops                                                      |
|  |                                                                    |
|  | \| \| Leptoceratopsidae \| \| \| \| \| \| Coronosauria \| \| \| \| |
|  |                                                                    |
|  | Leptoceratopsidae                                                  |
|  |                                                                    |
|  | Coronosauria                                                       |
|  |                                                                    |

|  | Leptoceratopsidae |
|  |                   |
|  | Coronosauria      |
|  |                   |

|  | Helioceratops   |
|  |                 |
|  | Archaeoceratops |
|  |                 |

|  | Koreaceratops                                                      |
|  |                                                                    |
|  | \| \| Leptoceratopsidae \| \| \| \| \| \| Coronosauria \| \| \| \| |
|  |                                                                    |
|  | Leptoceratopsidae                                                  |
|  |                                                                    |
|  | Coronosauria                                                       |
|  |                                                                    |

|  | Leptoceratopsidae |
|  |                   |
|  | Coronosauria      |
|  |                   |

|  | Auroraceratops |
|  |                |
|  | Yamaceratops   |
|  |                |

|  | Helioceratops   |
|  |                 |
|  | Archaeoceratops |
|  |                 |

|  | Koreaceratops                                                      |
|  |                                                                    |
|  | \| \| Leptoceratopsidae \| \| \| \| \| \| Coronosauria \| \| \| \| |
|  |                                                                    |
|  | Leptoceratopsidae                                                  |
|  |                                                                    |
|  | Coronosauria                                                       |
|  |                                                                    |

|  | Leptoceratopsidae |
|  |                   |
|  | Coronosauria      |
|  |                   |

|  | Helioceratops   |
|  |                 |
|  | Archaeoceratops |
|  |                 |

|  | Koreaceratops                                                      |
|  |                                                                    |
|  | \| \| Leptoceratopsidae \| \| \| \| \| \| Coronosauria \| \| \| \| |
|  |                                                                    |
|  | Leptoceratopsidae                                                  |
|  |                                                                    |
|  | Coronosauria                                                       |
|  |                                                                    |

|  | Leptoceratopsidae |
|  |                   |
|  | Coronosauria      |
|  |                   |

|  | Auroraceratops |
|  |                |
|  | Yamaceratops   |
|  |                |

|  | Helioceratops   |
|  |                 |
|  | Archaeoceratops |
|  |                 |

|  | Koreaceratops                                                      |
|  |                                                                    |
|  | \| \| Leptoceratopsidae \| \| \| \| \| \| Coronosauria \| \| \| \| |
|  |                                                                    |
|  | Leptoceratopsidae                                                  |
|  |                                                                    |
|  | Coronosauria                                                       |
|  |                                                                    |

|  | Leptoceratopsidae |
|  |                   |
|  | Coronosauria      |
|  |                   |

|  | Helioceratops   |
|  |                 |
|  | Archaeoceratops |
|  |                 |

|  | Koreaceratops                                                      |
|  |                                                                    |
|  | \| \| Leptoceratopsidae \| \| \| \| \| \| Coronosauria \| \| \| \| |
|  |                                                                    |
|  | Leptoceratopsidae                                                  |
|  |                                                                    |
|  | Coronosauria                                                       |
|  |                                                                    |

|  | Leptoceratopsidae |
|  |                   |
|  | Coronosauria      |
|  |                   |

|  | P. sinensis     |
|  |                 |
|  | P. mongoliensis |
|  |                 |

|  | Auroraceratops |
|  |                |
|  | Yamaceratops   |
|  |                |

|  | Helioceratops   |
|  |                 |
|  | Archaeoceratops |
|  |                 |

|  | Koreaceratops                                                      |
|  |                                                                    |
|  | \| \| Leptoceratopsidae \| \| \| \| \| \| Coronosauria \| \| \| \| |
|  |                                                                    |
|  | Leptoceratopsidae                                                  |
|  |                                                                    |
|  | Coronosauria                                                       |
|  |                                                                    |

|  | Leptoceratopsidae |
|  |                   |
|  | Coronosauria      |
|  |                   |

|  | Helioceratops   |
|  |                 |
|  | Archaeoceratops |
|  |                 |

|  | Koreaceratops                                                      |
|  |                                                                    |
|  | \| \| Leptoceratopsidae \| \| \| \| \| \| Coronosauria \| \| \| \| |
|  |                                                                    |
|  | Leptoceratopsidae                                                  |
|  |                                                                    |
|  | Coronosauria                                                       |
|  |                                                                    |

|  | Leptoceratopsidae |
|  |                   |
|  | Coronosauria      |
|  |                   |

|  | Auroraceratops |
|  |                |
|  | Yamaceratops   |
|  |                |

|  | Helioceratops   |
|  |                 |
|  | Archaeoceratops |
|  |                 |

|  | Koreaceratops                                                      |
|  |                                                                    |
|  | \| \| Leptoceratopsidae \| \| \| \| \| \| Coronosauria \| \| \| \| |
|  |                                                                    |
|  | Leptoceratopsidae                                                  |
|  |                                                                    |
|  | Coronosauria                                                       |
|  |                                                                    |

|  | Leptoceratopsidae |
|  |                   |
|  | Coronosauria      |
|  |                   |

|  | Helioceratops   |
|  |                 |
|  | Archaeoceratops |
|  |                 |

|  | Koreaceratops                                                      |
|  |                                                                    |
|  | \| \| Leptoceratopsidae \| \| \| \| \| \| Coronosauria \| \| \| \| |
|  |                                                                    |
|  | Leptoceratopsidae                                                  |
|  |                                                                    |
|  | Coronosauria                                                       |
|  |                                                                    |

|  | Leptoceratopsidae |
|  |                   |
|  | Coronosauria      |
|  |                   |

|  | Auroraceratops |
|  |                |
|  | Yamaceratops   |
|  |                |

|  | Helioceratops   |
|  |                 |
|  | Archaeoceratops |
|  |                 |

|  | Koreaceratops                                                      |
|  |                                                                    |
|  | \| \| Leptoceratopsidae \| \| \| \| \| \| Coronosauria \| \| \| \| |
|  |                                                                    |
|  | Leptoceratopsidae                                                  |
|  |                                                                    |
|  | Coronosauria                                                       |
|  |                                                                    |

|  | Leptoceratopsidae |
|  |                   |
|  | Coronosauria      |
|  |                   |

|  | Helioceratops   |
|  |                 |
|  | Archaeoceratops |
|  |                 |

|  | Koreaceratops                                                      |
|  |                                                                    |
|  | \| \| Leptoceratopsidae \| \| \| \| \| \| Coronosauria \| \| \| \| |
|  |                                                                    |
|  | Leptoceratopsidae                                                  |
|  |                                                                    |
|  | Coronosauria                                                       |
|  |                                                                    |

|  | Leptoceratopsidae |
|  |                   |
|  | Coronosauria      |
|  |                   |

|  | Auroraceratops |
|  |                |
|  | Yamaceratops   |
|  |                |

|  | Helioceratops   |
|  |                 |
|  | Archaeoceratops |
|  |                 |

|  | Koreaceratops                                                      |
|  |                                                                    |
|  | \| \| Leptoceratopsidae \| \| \| \| \| \| Coronosauria \| \| \| \| |
|  |                                                                    |
|  | Leptoceratopsidae                                                  |
|  |                                                                    |
|  | Coronosauria                                                       |
|  |                                                                    |

|  | Leptoceratopsidae |
|  |                   |
|  | Coronosauria      |
|  |                   |

|  | Helioceratops   |
|  |                 |
|  | Archaeoceratops |
|  |                 |

|  | Koreaceratops                                                      |
|  |                                                                    |
|  | \| \| Leptoceratopsidae \| \| \| \| \| \| Coronosauria \| \| \| \| |
|  |                                                                    |
|  | Leptoceratopsidae                                                  |
|  |                                                                    |
|  | Coronosauria                                                       |
|  |                                                                    |

|  | Leptoceratopsidae |
|  |                   |
|  | Coronosauria      |
|  |                   |

|  | Auroraceratops |
|  |                |
|  | Yamaceratops   |
|  |                |

|  | Helioceratops   |
|  |                 |
|  | Archaeoceratops |
|  |                 |

|  | Koreaceratops                                                      |
|  |                                                                    |
|  | \| \| Leptoceratopsidae \| \| \| \| \| \| Coronosauria \| \| \| \| |
|  |                                                                    |
|  | Leptoceratopsidae                                                  |
|  |                                                                    |
|  | Coronosauria                                                       |
|  |                                                                    |

|  | Leptoceratopsidae |
|  |                   |
|  | Coronosauria      |
|  |                   |

|  | Helioceratops   |
|  |                 |
|  | Archaeoceratops |
|  |                 |

|  | Koreaceratops                                                      |
|  |                                                                    |
|  | \| \| Leptoceratopsidae \| \| \| \| \| \| Coronosauria \| \| \| \| |
|  |                                                                    |
|  | Leptoceratopsidae                                                  |
|  |                                                                    |
|  | Coronosauria                                                       |
|  |                                                                    |

|  | Leptoceratopsidae |
|  |                   |
|  | Coronosauria      |
|  |                   |

|  | Auroraceratops |
|  |                |
|  | Yamaceratops   |
|  |                |

|  | Helioceratops   |
|  |                 |
|  | Archaeoceratops |
|  |                 |

|  | Koreaceratops                                                      |
|  |                                                                    |
|  | \| \| Leptoceratopsidae \| \| \| \| \| \| Coronosauria \| \| \| \| |
|  |                                                                    |
|  | Leptoceratopsidae                                                  |
|  |                                                                    |
|  | Coronosauria                                                       |
|  |                                                                    |

|  | Leptoceratopsidae |
|  |                   |
|  | Coronosauria      |
|  |                   |

|  | Helioceratops   |
|  |                 |
|  | Archaeoceratops |
|  |                 |

|  | Koreaceratops                                                      |
|  |                                                                    |
|  | \| \| Leptoceratopsidae \| \| \| \| \| \| Coronosauria \| \| \| \| |
|  |                                                                    |
|  | Leptoceratopsidae                                                  |
|  |                                                                    |
|  | Coronosauria                                                       |
|  |                                                                    |

|  | Leptoceratopsidae |
|  |                   |
|  | Coronosauria      |
|  |                   |

|  | Auroraceratops |
|  |                |
|  | Yamaceratops   |
|  |                |

|  | Helioceratops   |
|  |                 |
|  | Archaeoceratops |
|  |                 |

|  | Koreaceratops                                                      |
|  |                                                                    |
|  | \| \| Leptoceratopsidae \| \| \| \| \| \| Coronosauria \| \| \| \| |
|  |                                                                    |
|  | Leptoceratopsidae                                                  |
|  |                                                                    |
|  | Coronosauria                                                       |
|  |                                                                    |

|  | Leptoceratopsidae |
|  |                   |
|  | Coronosauria      |
|  |                   |

|  | Helioceratops   |
|  |                 |
|  | Archaeoceratops |
|  |                 |

|  | Koreaceratops                                                      |
|  |                                                                    |
|  | \| \| Leptoceratopsidae \| \| \| \| \| \| Coronosauria \| \| \| \| |
|  |                                                                    |
|  | Leptoceratopsidae                                                  |
|  |                                                                    |
|  | Coronosauria                                                       |
|  |                                                                    |

|  | Leptoceratopsidae |
|  |                   |
|  | Coronosauria      |
|  |                   |

|  | Auroraceratops |
|  |                |
|  | Yamaceratops   |
|  |                |

|  | Helioceratops   |
|  |                 |
|  | Archaeoceratops |
|  |                 |

|  | Koreaceratops                                                      |
|  |                                                                    |
|  | \| \| Leptoceratopsidae \| \| \| \| \| \| Coronosauria \| \| \| \| |
|  |                                                                    |
|  | Leptoceratopsidae                                                  |
|  |                                                                    |
|  | Coronosauria                                                       |
|  |                                                                    |

|  | Leptoceratopsidae |
|  |                   |
|  | Coronosauria      |
|  |                   |

|  | Helioceratops   |
|  |                 |
|  | Archaeoceratops |
|  |                 |

|  | Koreaceratops                                                      |
|  |                                                                    |
|  | \| \| Leptoceratopsidae \| \| \| \| \| \| Coronosauria \| \| \| \| |
|  |                                                                    |
|  | Leptoceratopsidae                                                  |
|  |                                                                    |
|  | Coronosauria                                                       |
|  |                                                                    |

|  | Leptoceratopsidae |
|  |                   |
|  | Coronosauria      |
|  |                   |

|  | Xuanhuaceratops |
|  |                 |
|  | Chaoyangsaurus  |
|  |                 |

|  | P. sinensis     |
|  |                 |
|  | P. mongoliensis |
|  |                 |

|  | Auroraceratops |
|  |                |
|  | Yamaceratops   |
|  |                |

|  | Helioceratops   |
|  |                 |
|  | Archaeoceratops |
|  |                 |

|  | Koreaceratops                                                      |
|  |                                                                    |
|  | \| \| Leptoceratopsidae \| \| \| \| \| \| Coronosauria \| \| \| \| |
|  |                                                                    |
|  | Leptoceratopsidae                                                  |
|  |                                                                    |
|  | Coronosauria                                                       |
|  |                                                                    |

|  | Leptoceratopsidae |
|  |                   |
|  | Coronosauria      |
|  |                   |

|  | Helioceratops   |
|  |                 |
|  | Archaeoceratops |
|  |                 |

|  | Koreaceratops                                                      |
|  |                                                                    |
|  | \| \| Leptoceratopsidae \| \| \| \| \| \| Coronosauria \| \| \| \| |
|  |                                                                    |
|  | Leptoceratopsidae                                                  |
|  |                                                                    |
|  | Coronosauria                                                       |
|  |                                                                    |

|  | Leptoceratopsidae |
|  |                   |
|  | Coronosauria      |
|  |                   |

|  | Auroraceratops |
|  |                |
|  | Yamaceratops   |
|  |                |

|  | Helioceratops   |
|  |                 |
|  | Archaeoceratops |
|  |                 |

|  | Koreaceratops                                                      |
|  |                                                                    |
|  | \| \| Leptoceratopsidae \| \| \| \| \| \| Coronosauria \| \| \| \| |
|  |                                                                    |
|  | Leptoceratopsidae                                                  |
|  |                                                                    |
|  | Coronosauria                                                       |
|  |                                                                    |

|  | Leptoceratopsidae |
|  |                   |
|  | Coronosauria      |
|  |                   |

|  | Helioceratops   |
|  |                 |
|  | Archaeoceratops |
|  |                 |

|  | Koreaceratops                                                      |
|  |                                                                    |
|  | \| \| Leptoceratopsidae \| \| \| \| \| \| Coronosauria \| \| \| \| |
|  |                                                                    |
|  | Leptoceratopsidae                                                  |
|  |                                                                    |
|  | Coronosauria                                                       |
|  |                                                                    |

|  | Leptoceratopsidae |
|  |                   |
|  | Coronosauria      |
|  |                   |

|  | Auroraceratops |
|  |                |
|  | Yamaceratops   |
|  |                |

|  | Helioceratops   |
|  |                 |
|  | Archaeoceratops |
|  |                 |

|  | Koreaceratops                                                      |
|  |                                                                    |
|  | \| \| Leptoceratopsidae \| \| \| \| \| \| Coronosauria \| \| \| \| |
|  |                                                                    |
|  | Leptoceratopsidae                                                  |
|  |                                                                    |
|  | Coronosauria                                                       |
|  |                                                                    |

|  | Leptoceratopsidae |
|  |                   |
|  | Coronosauria      |
|  |                   |

|  | Helioceratops   |
|  |                 |
|  | Archaeoceratops |
|  |                 |

|  | Koreaceratops                                                      |
|  |                                                                    |
|  | \| \| Leptoceratopsidae \| \| \| \| \| \| Coronosauria \| \| \| \| |
|  |                                                                    |
|  | Leptoceratopsidae                                                  |
|  |                                                                    |
|  | Coronosauria                                                       |
|  |                                                                    |

|  | Leptoceratopsidae |
|  |                   |
|  | Coronosauria      |
|  |                   |

|  | Auroraceratops |
|  |                |
|  | Yamaceratops   |
|  |                |

|  | Helioceratops   |
|  |                 |
|  | Archaeoceratops |
|  |                 |

|  | Koreaceratops                                                      |
|  |                                                                    |
|  | \| \| Leptoceratopsidae \| \| \| \| \| \| Coronosauria \| \| \| \| |
|  |                                                                    |
|  | Leptoceratopsidae                                                  |
|  |                                                                    |
|  | Coronosauria                                                       |
|  |                                                                    |

|  | Leptoceratopsidae |
|  |                   |
|  | Coronosauria      |
|  |                   |

|  | Helioceratops   |
|  |                 |
|  | Archaeoceratops |
|  |                 |

|  | Koreaceratops                                                      |
|  |                                                                    |
|  | \| \| Leptoceratopsidae \| \| \| \| \| \| Coronosauria \| \| \| \| |
|  |                                                                    |
|  | Leptoceratopsidae                                                  |
|  |                                                                    |
|  | Coronosauria                                                       |
|  |                                                                    |

|  | Leptoceratopsidae |
|  |                   |
|  | Coronosauria      |
|  |                   |

|  | Auroraceratops |
|  |                |
|  | Yamaceratops   |
|  |                |

|  | Helioceratops   |
|  |                 |
|  | Archaeoceratops |
|  |                 |

|  | Koreaceratops                                                      |
|  |                                                                    |
|  | \| \| Leptoceratopsidae \| \| \| \| \| \| Coronosauria \| \| \| \| |
|  |                                                                    |
|  | Leptoceratopsidae                                                  |
|  |                                                                    |
|  | Coronosauria                                                       |
|  |                                                                    |

|  | Leptoceratopsidae |
|  |                   |
|  | Coronosauria      |
|  |                   |

|  | Helioceratops   |
|  |                 |
|  | Archaeoceratops |
|  |                 |

|  | Koreaceratops                                                      |
|  |                                                                    |
|  | \| \| Leptoceratopsidae \| \| \| \| \| \| Coronosauria \| \| \| \| |
|  |                                                                    |
|  | Leptoceratopsidae                                                  |
|  |                                                                    |
|  | Coronosauria                                                       |
|  |                                                                    |

|  | Leptoceratopsidae |
|  |                   |
|  | Coronosauria      |
|  |                   |

|  | Auroraceratops |
|  |                |
|  | Yamaceratops   |
|  |                |

|  | Helioceratops   |
|  |                 |
|  | Archaeoceratops |
|  |                 |

|  | Koreaceratops                                                      |
|  |                                                                    |
|  | \| \| Leptoceratopsidae \| \| \| \| \| \| Coronosauria \| \| \| \| |
|  |                                                                    |
|  | Leptoceratopsidae                                                  |
|  |                                                                    |
|  | Coronosauria                                                       |
|  |                                                                    |

|  | Leptoceratopsidae |
|  |                   |
|  | Coronosauria      |
|  |                   |

|  | Helioceratops   |
|  |                 |
|  | Archaeoceratops |
|  |                 |

|  | Koreaceratops                                                      |
|  |                                                                    |
|  | \| \| Leptoceratopsidae \| \| \| \| \| \| Coronosauria \| \| \| \| |
|  |                                                                    |
|  | Leptoceratopsidae                                                  |
|  |                                                                    |
|  | Coronosauria                                                       |
|  |                                                                    |

|  | Leptoceratopsidae |
|  |                   |
|  | Coronosauria      |
|  |                   |

|  | Auroraceratops |
|  |                |
|  | Yamaceratops   |
|  |                |

|  | Helioceratops   |
|  |                 |
|  | Archaeoceratops |
|  |                 |

|  | Koreaceratops                                                      |
|  |                                                                    |
|  | \| \| Leptoceratopsidae \| \| \| \| \| \| Coronosauria \| \| \| \| |
|  |                                                                    |
|  | Leptoceratopsidae                                                  |
|  |                                                                    |
|  | Coronosauria                                                       |
|  |                                                                    |

|  | Leptoceratopsidae |
|  |                   |
|  | Coronosauria      |
|  |                   |

|  | Helioceratops   |
|  |                 |
|  | Archaeoceratops |
|  |                 |

|  | Koreaceratops                                                      |
|  |                                                                    |
|  | \| \| Leptoceratopsidae \| \| \| \| \| \| Coronosauria \| \| \| \| |
|  |                                                                    |
|  | Leptoceratopsidae                                                  |
|  |                                                                    |
|  | Coronosauria                                                       |
|  |                                                                    |

|  | Leptoceratopsidae |
|  |                   |
|  | Coronosauria      |
|  |                   |

|  | Auroraceratops |
|  |                |
|  | Yamaceratops   |
|  |                |

|  | Helioceratops   |
|  |                 |
|  | Archaeoceratops |
|  |                 |

|  | Koreaceratops                                                      |
|  |                                                                    |
|  | \| \| Leptoceratopsidae \| \| \| \| \| \| Coronosauria \| \| \| \| |
|  |                                                                    |
|  | Leptoceratopsidae                                                  |
|  |                                                                    |
|  | Coronosauria                                                       |
|  |                                                                    |

|  | Leptoceratopsidae |
|  |                   |
|  | Coronosauria      |
|  |                   |

|  | Helioceratops   |
|  |                 |
|  | Archaeoceratops |
|  |                 |

|  | Koreaceratops                                                      |
|  |                                                                    |
|  | \| \| Leptoceratopsidae \| \| \| \| \| \| Coronosauria \| \| \| \| |
|  |                                                                    |
|  | Leptoceratopsidae                                                  |
|  |                                                                    |
|  | Coronosauria                                                       |
|  |                                                                    |

|  | Leptoceratopsidae |
|  |                   |
|  | Coronosauria      |
|  |                   |

|  | P. sinensis     |
|  |                 |
|  | P. mongoliensis |
|  |                 |

|  | Auroraceratops |
|  |                |
|  | Yamaceratops   |
|  |                |

|  | Helioceratops   |
|  |                 |
|  | Archaeoceratops |
|  |                 |

|  | Koreaceratops                                                      |
|  |                                                                    |
|  | \| \| Leptoceratopsidae \| \| \| \| \| \| Coronosauria \| \| \| \| |
|  |                                                                    |
|  | Leptoceratopsidae                                                  |
|  |                                                                    |
|  | Coronosauria                                                       |
|  |                                                                    |

|  | Leptoceratopsidae |
|  |                   |
|  | Coronosauria      |
|  |                   |

|  | Helioceratops   |
|  |                 |
|  | Archaeoceratops |
|  |                 |

|  | Koreaceratops                                                      |
|  |                                                                    |
|  | \| \| Leptoceratopsidae \| \| \| \| \| \| Coronosauria \| \| \| \| |
|  |                                                                    |
|  | Leptoceratopsidae                                                  |
|  |                                                                    |
|  | Coronosauria                                                       |
|  |                                                                    |

|  | Leptoceratopsidae |
|  |                   |
|  | Coronosauria      |
|  |                   |

|  | Auroraceratops |
|  |                |
|  | Yamaceratops   |
|  |                |

|  | Helioceratops   |
|  |                 |
|  | Archaeoceratops |
|  |                 |

|  | Koreaceratops                                                      |
|  |                                                                    |
|  | \| \| Leptoceratopsidae \| \| \| \| \| \| Coronosauria \| \| \| \| |
|  |                                                                    |
|  | Leptoceratopsidae                                                  |
|  |                                                                    |
|  | Coronosauria                                                       |
|  |                                                                    |

|  | Leptoceratopsidae |
|  |                   |
|  | Coronosauria      |
|  |                   |

|  | Helioceratops   |
|  |                 |
|  | Archaeoceratops |
|  |                 |

|  | Koreaceratops                                                      |
|  |                                                                    |
|  | \| \| Leptoceratopsidae \| \| \| \| \| \| Coronosauria \| \| \| \| |
|  |                                                                    |
|  | Leptoceratopsidae                                                  |
|  |                                                                    |
|  | Coronosauria                                                       |
|  |                                                                    |

|  | Leptoceratopsidae |
|  |                   |
|  | Coronosauria      |
|  |                   |

|  | Auroraceratops |
|  |                |
|  | Yamaceratops   |
|  |                |

|  | Helioceratops   |
|  |                 |
|  | Archaeoceratops |
|  |                 |

|  | Koreaceratops                                                      |
|  |                                                                    |
|  | \| \| Leptoceratopsidae \| \| \| \| \| \| Coronosauria \| \| \| \| |
|  |                                                                    |
|  | Leptoceratopsidae                                                  |
|  |                                                                    |
|  | Coronosauria                                                       |
|  |                                                                    |

|  | Leptoceratopsidae |
|  |                   |
|  | Coronosauria      |
|  |                   |

|  | Helioceratops   |
|  |                 |
|  | Archaeoceratops |
|  |                 |

|  | Koreaceratops                                                      |
|  |                                                                    |
|  | \| \| Leptoceratopsidae \| \| \| \| \| \| Coronosauria \| \| \| \| |
|  |                                                                    |
|  | Leptoceratopsidae                                                  |
|  |                                                                    |
|  | Coronosauria                                                       |
|  |                                                                    |

|  | Leptoceratopsidae |
|  |                   |
|  | Coronosauria      |
|  |                   |

|  | Auroraceratops |
|  |                |
|  | Yamaceratops   |
|  |                |

|  | Helioceratops   |
|  |                 |
|  | Archaeoceratops |
|  |                 |

|  | Koreaceratops                                                      |
|  |                                                                    |
|  | \| \| Leptoceratopsidae \| \| \| \| \| \| Coronosauria \| \| \| \| |
|  |                                                                    |
|  | Leptoceratopsidae                                                  |
|  |                                                                    |
|  | Coronosauria                                                       |
|  |                                                                    |

|  | Leptoceratopsidae |
|  |                   |
|  | Coronosauria      |
|  |                   |

|  | Helioceratops   |
|  |                 |
|  | Archaeoceratops |
|  |                 |

|  | Koreaceratops                                                      |
|  |                                                                    |
|  | \| \| Leptoceratopsidae \| \| \| \| \| \| Coronosauria \| \| \| \| |
|  |                                                                    |
|  | Leptoceratopsidae                                                  |
|  |                                                                    |
|  | Coronosauria                                                       |
|  |                                                                    |

|  | Leptoceratopsidae |
|  |                   |
|  | Coronosauria      |
|  |                   |

|  | Auroraceratops |
|  |                |
|  | Yamaceratops   |
|  |                |

|  | Helioceratops   |
|  |                 |
|  | Archaeoceratops |
|  |                 |

|  | Koreaceratops                                                      |
|  |                                                                    |
|  | \| \| Leptoceratopsidae \| \| \| \| \| \| Coronosauria \| \| \| \| |
|  |                                                                    |
|  | Leptoceratopsidae                                                  |
|  |                                                                    |
|  | Coronosauria                                                       |
|  |                                                                    |

|  | Leptoceratopsidae |
|  |                   |
|  | Coronosauria      |
|  |                   |

|  | Helioceratops   |
|  |                 |
|  | Archaeoceratops |
|  |                 |

|  | Koreaceratops                                                      |
|  |                                                                    |
|  | \| \| Leptoceratopsidae \| \| \| \| \| \| Coronosauria \| \| \| \| |
|  |                                                                    |
|  | Leptoceratopsidae                                                  |
|  |                                                                    |
|  | Coronosauria                                                       |
|  |                                                                    |

|  | Leptoceratopsidae |
|  |                   |
|  | Coronosauria      |
|  |                   |

|  | Auroraceratops |
|  |                |
|  | Yamaceratops   |
|  |                |

|  | Helioceratops   |
|  |                 |
|  | Archaeoceratops |
|  |                 |

|  | Koreaceratops                                                      |
|  |                                                                    |
|  | \| \| Leptoceratopsidae \| \| \| \| \| \| Coronosauria \| \| \| \| |
|  |                                                                    |
|  | Leptoceratopsidae                                                  |
|  |                                                                    |
|  | Coronosauria                                                       |
|  |                                                                    |

|  | Leptoceratopsidae |
|  |                   |
|  | Coronosauria      |
|  |                   |

|  | Helioceratops   |
|  |                 |
|  | Archaeoceratops |
|  |                 |

|  | Koreaceratops                                                      |
|  |                                                                    |
|  | \| \| Leptoceratopsidae \| \| \| \| \| \| Coronosauria \| \| \| \| |
|  |                                                                    |
|  | Leptoceratopsidae                                                  |
|  |                                                                    |
|  | Coronosauria                                                       |
|  |                                                                    |

|  | Leptoceratopsidae |
|  |                   |
|  | Coronosauria      |
|  |                   |

|  | Auroraceratops |
|  |                |
|  | Yamaceratops   |
|  |                |

|  | Helioceratops   |
|  |                 |
|  | Archaeoceratops |
|  |                 |

|  | Koreaceratops                                                      |
|  |                                                                    |
|  | \| \| Leptoceratopsidae \| \| \| \| \| \| Coronosauria \| \| \| \| |
|  |                                                                    |
|  | Leptoceratopsidae                                                  |
|  |                                                                    |
|  | Coronosauria                                                       |
|  |                                                                    |

|  | Leptoceratopsidae |
|  |                   |
|  | Coronosauria      |
|  |                   |

|  | Helioceratops   |
|  |                 |
|  | Archaeoceratops |
|  |                 |

|  | Koreaceratops                                                      |
|  |                                                                    |
|  | \| \| Leptoceratopsidae \| \| \| \| \| \| Coronosauria \| \| \| \| |
|  |                                                                    |
|  | Leptoceratopsidae                                                  |
|  |                                                                    |
|  | Coronosauria                                                       |
|  |                                                                    |

|  | Leptoceratopsidae |
|  |                   |
|  | Coronosauria      |
|  |                   |

|  | Auroraceratops |
|  |                |
|  | Yamaceratops   |
|  |                |

|  | Helioceratops   |
|  |                 |
|  | Archaeoceratops |
|  |                 |

|  | Koreaceratops                                                      |
|  |                                                                    |
|  | \| \| Leptoceratopsidae \| \| \| \| \| \| Coronosauria \| \| \| \| |
|  |                                                                    |
|  | Leptoceratopsidae                                                  |
|  |                                                                    |
|  | Coronosauria                                                       |
|  |                                                                    |

|  | Leptoceratopsidae |
|  |                   |
|  | Coronosauria      |
|  |                   |

|  | Helioceratops   |
|  |                 |
|  | Archaeoceratops |
|  |                 |

|  | Koreaceratops                                                      |
|  |                                                                    |
|  | \| \| Leptoceratopsidae \| \| \| \| \| \| Coronosauria \| \| \| \| |
|  |                                                                    |
|  | Leptoceratopsidae                                                  |
|  |                                                                    |
|  | Coronosauria                                                       |
|  |                                                                    |

|  | Leptoceratopsidae |
|  |                   |
|  | Coronosauria      |
|  |                   |